# Ostie
Cet article concerne le port de la Rome antique. Pour la ville moderne (Ostia Lido), voir Ostie (ville). Pour l'interjection québécoise, voir Sacre québécois.
Pour les articles ayant des titres homophones, voir Hostie et Osty.

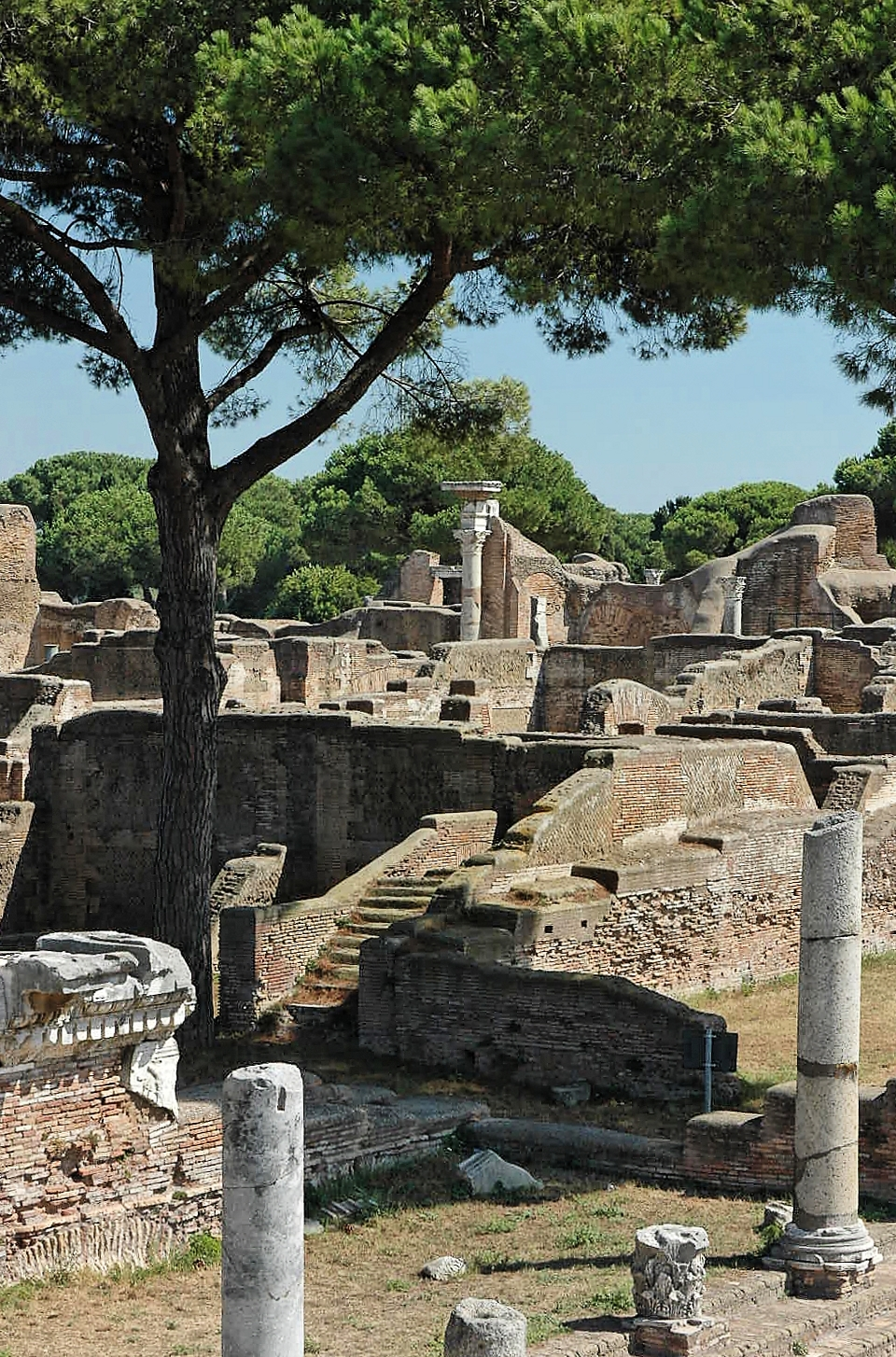
Forum d'Ostie, à l'ombre des pins parasols.

Ostie (en latin Ostia, ostium signifiant « embouchure d'un fleuve » ; en italien Ostia Antica) était le port de la Rome antique, situé à l'embouchure du Tibre, à 35 km au sud-ouest de Rome (du fait de l'ensablement, le site se trouve désormais à l'intérieur des terres).
Le port antique importait les céréales, l'huile d'olive, le vin, le garum et les autres marchandises en provenance de tout le monde romain, qui étaient ensuite acheminées jusqu'au port fluvial de l'Emporium.
La ville portuaire, abandonnée à la fin de l'Empire romain, conserve des rues et des bâtiments antiques, en particulier des entrepôts, des boutiques, des sanctuaires et des immeubles d'habitation (insulae), parfois sur une hauteur de plusieurs étages.
Elle est parfois confondue avec l'actuelle ville d'Ostie qui se trouve non loin de là sur le littoral, ainsi qu'avec la localité d'Ostia Antica qui se situe à proximité.

## Histoire

### Période archaïque

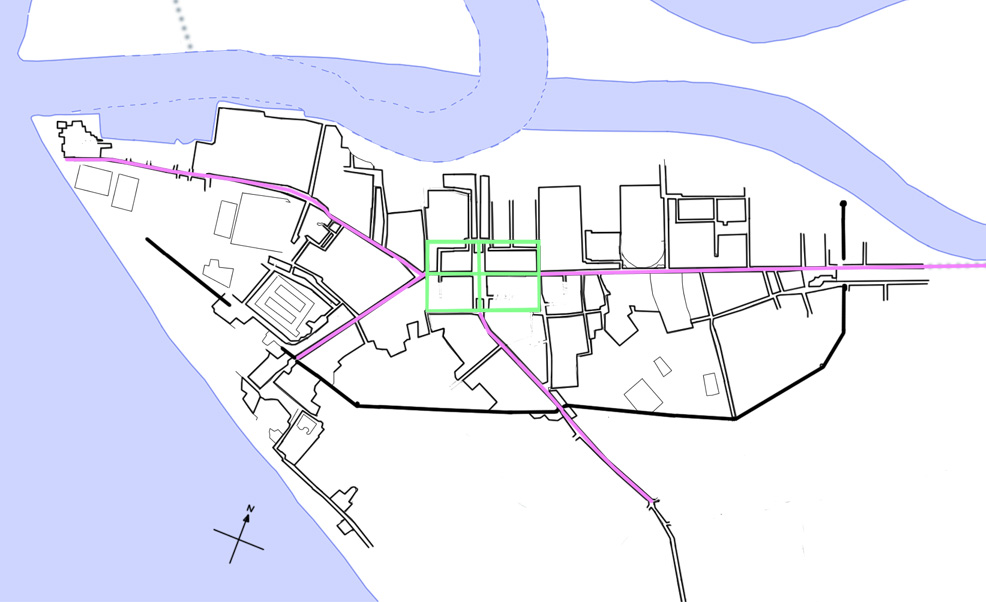
Plan d'Ostie, emplacement du castrum en vert.

Selon Virgile, c'est à l'embouchure du Tibre, sur le site d'Ostie que le prince Énée, fuyant l'incendie de Troie, aurait débarqué et implanté un fort, licence poétique même pour les Romains, puisque Varron fait débarquer Énée à Lanuvium.
Selon la tradition romaine rapportée par de nombreux auteurs, la ville aurait été fondée vers 640 av. J.-C. par Ancus Marcius, quatrième roi légendaire de Rome. Ces auteurs évoquent un site entouré de bois et de salines, mais aussi l'inconvénient de l'alluvionnement du Tibre, qui gêne l'accès des gros navires et oblige à transborder les cargaisons sur des barques fluviales.
Les recherches archéologiques ne font cependant pas remonter l'existence d'Ostie au-delà de 335 av. J.-C., et l'inscription la plus ancienne est une borne milliaire de la via Ostiensis datée entre le milieu et la fin du IIIe siècle. La fondation d'un castrum (camp militaire) pourrait avoir eu lieu lors du desserrement du contrôle étrusque sur la rive droite du Tibre, après la prise de Fidènes en 426 av. J.-C. ou celle de Véies en 396 av. J.-C.. Le tracé archéologique du camp est bien repéré par ses vestiges de murs en grand appareil de tuf volcanique au cœur d'Ostie dans un rectangle de 193 par 125 mètres, orienté sur les axes cardinaux selon les rites de fondation

### Période républicaine

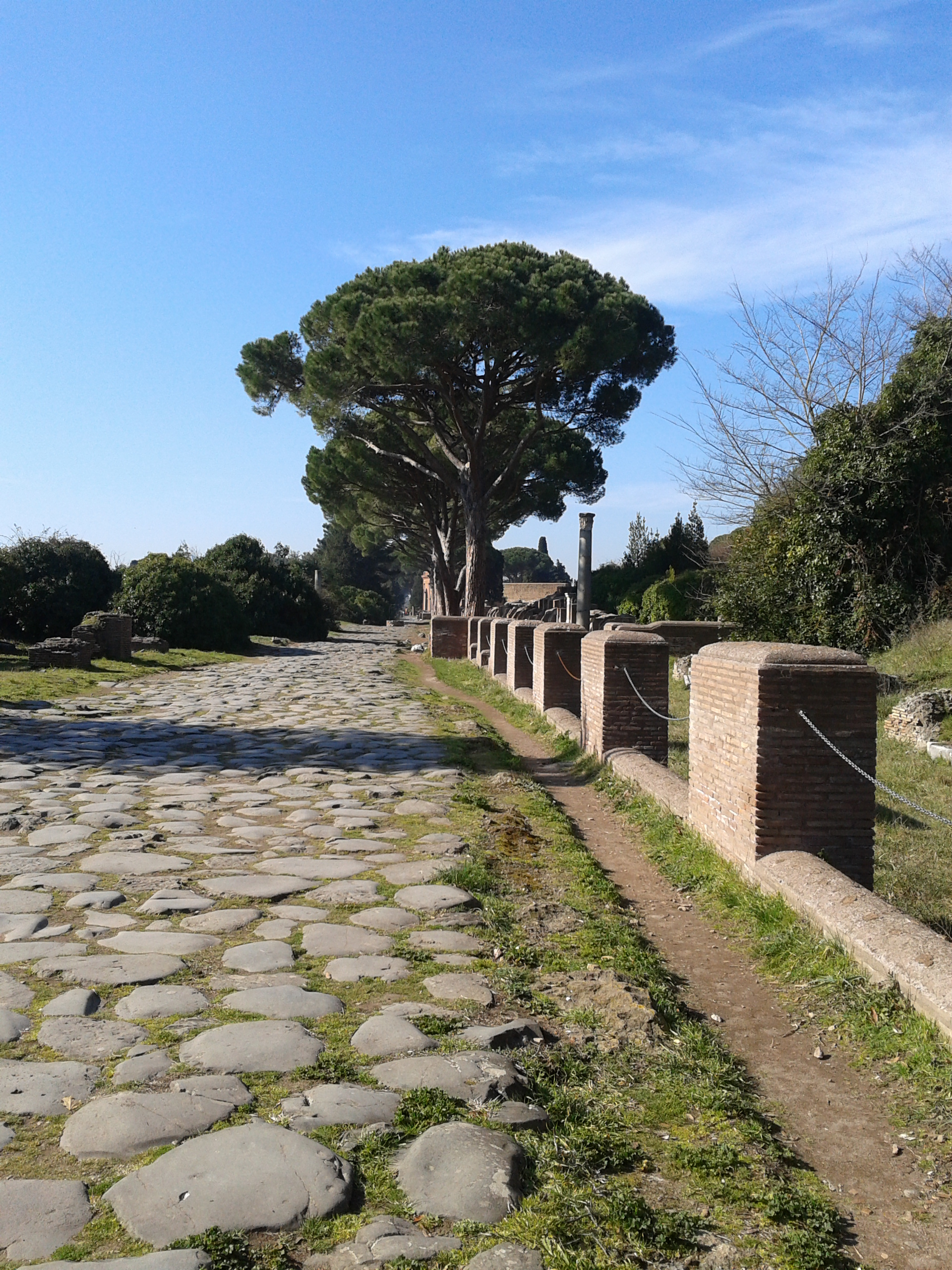
Voie d'entrée des ruines d'Ostie.

En 267 av. J.-C. est instituée la questure d'Ostie (quaestor classicus), chargée de l'acheminement du ravitaillement jusqu'à Rome : cette date marque le départ de la transformation de la petite citadelle en une véritable ville romaine, plus grande, entourée de nouveaux murs, prévoyant la place pour le développement futur.
La deuxième guerre punique montre l'importance stratégique d'Ostie. En 217 av. J.-C., les bateaux chargés des approvisionnements pour l'armée romaine qui se trouvait en Ibérie partirent d'Ostie, et en 212 av. J.-C., le blé provenant de la Sardaigne y était entreposé. En 211 av. J.-C., Publius Cornelius Scipion part d'Ostie avec ses trente quinquérèmes et gagne l'Espagne en longeant les côtes. En 204 av. J.-C., un navire qui ramène la statue de la déesse Cybèle s'échoue et selon la tradition est miraculeusement halé par la vestale Claudia Quinta. L'épisode témoigne des difficultés de débarquement dans une embouchure sujette à l'alluvionnement.
Au cours du IIe siècle av. J.-C., le préteur urbain Caius Caninius déclare domaine public l'espace qui borde l'ancien castrum vers la via ostiensis et le délimite de quatre cippes. Cette zone restera toujours publique, et verra sous l'Empire l'édification de bâtiments publics tel que le théâtre et la place des Corporations.
En 87 av. J.-C., cherchant à s'imposer au Sénat romain, Marius débarque à Ostie avec une flotte de 40 navires, la pille et tue une partie des habitants, puis bloque les approvisionnements maritimes de ses adversaires et prend le contrôle de Rome,.
La ville est pillée et ses bateaux sont brûlés par les pirates en 69 av. J.-C.. En 63 av. J.-C., pour protéger la ville et l'approvisionnement de Rome, le consul Cicéron lance les travaux de réfection des murailles et des portes, qui seront achevés par Clodius Pulcher en 58 av. J.-C.. Lors des guerres civiles, Ostie est de nouveau menacée par Sextus Pompée qui s’oppose au second triumvirat.
À l'époque républicaine, la ville était seulement considérée comme l'emporium (le comptoir) de Rome, avec ses nombreuses boutiques et ses entrepôts. D'élégantes maisons à atrium et péristyle furent construites, tandis que les rues étaient ornées de colonnades. Sous les voies couraient les égouts, alors que les cimetières étaient rejetés hors les murs dans des nécropoles. La population à la fin de la république peut être estimée grâce à l'inscription de P. Lucilius Gamala qui offrit aux colons d'Ostie un banquet public de 217 lits, soit 1 953 personnes sur la base de 9 convives par lit. Les femmes, les enfants et probablement les affranchis n'ayant pas pris part au banquet, on extrapole une population d'environ 10 000 habitants.
Le développement du luxe à Rome engendre de nouvelles importations : au dernier siècle de la république romaine, de riches aristocrates décorent leur maison de marbres venus de Numidie ou de l'île de Chio, puis Auguste et ses successeurs font venir d'Égypte de grandes quantités de marbre, d'onyx, de basanite, de granite. D'exceptionnels transports sont réalisés sous Auguste et Caligula avec l'arrivée d'obélisques entiers en granite.

### Le port d'Ostie
L’emplacement exact du port fluvial d’embouchure d’Ostie est longtemps resté incertain. Depuis la Renaissance, de nombreuses tentatives de localisation du port d’Ostie ont été entreprises, sans succès. Il faut attendre les XIXe et XXe siècles pour que des archéologues italiens identifient un secteur au nord-ouest de la ville, proche du « Palais Impérial », comme le site potentiel . Au début du XXIe siècle, des archéologues allemands confirment la probable localisation du bassin, dans ce secteur nord, au moyen de prospections magnétiques. Toutefois, pour certains, l’absence de structures archéologiques dans cette parcelle attestait la présence d’un bassin, tandis que pour d’autres elle impliquait davantage la présence d’une place ou d’un espace destiné au débarquement des marchandises et à leur manœuvre.
Il faut attendre 2012 pour que des carottages sédimentaires valident la présence d'un bassin portuaire à Ostie . La stratigraphie révèle que les premiers sédiments portuaires, datés au radiocarbone, remontent entre le IVe et IIe s. av. J.-C.. Le bassin disposait d'une profondeur de 6 mètres sous le niveau marin antique. Cette donnée bathymétrique est importante car, considéré jusqu’alors comme un port essentiellement fluvial, ne pouvant accueillir que des bateaux à faible tirant d’eau, ce bassin d’Ostie bénéficiait en réalité d'une profondeur suffisante pour accueillir de grands navires maritimes à fort tonnage. Enfin, la strate la plus récente, constituée d’accumulations massives d’alluvions, témoigne de l’abandon du bassin à l’époque romaine impériale. Grâce aux datations au radiocarbone, il est possible d’en déduire qu’une succession d’épisodes de crues majeures du Tibre est venue colmater définitivement le bassin portuaire d’Ostie entre le IIe siècle av. J.-C. et le premier quart du Ier siècle apr. J.-C.. Ces résultats sont en accord avec le discours du géographe Strabon (58 av. J.-C. – 21/25 ap. J.-C.) qui indique un comblement du port d’Ostie par des sédiments du Tibre à son époque : « Ostie, n'a point de port, et cela à cause des atterrissements formés à l'embouchure du Tibre par le limon que charrient le fleuve et ses nombreux affluents; il faut donc (ce qui n'est pas sans danger) que les bâtiments venant du large jettent l'ancre à une certaine distance de la côte et restent ainsi exposés à toute l'agitation de la pleine mer. Mais l'appât du gain fait surmonter tous les obstacles : il y a à Ostie une foule d'embarcations légères toujours prêtes, soit à venir prendre les marchandises des navires à l'ancre, soit à leur en apporter d'autres en échange, ce qui permet à ces navires de repartir promptement, sans avoir eu même à entrer dans le fleuve » (Strabon, Géographie, livre V, chap. III, parag. 5).
Ce bassin portuaire d'Ostie, une fois ensablé, a alors été abandonné au profit d’un nouveau complexe portuaire construit à 3 km au nord d'Ostie, du nom de Portus. L'empereur Claude commence à construire un immense bassin, puis Trajan complète le dispositif avec un bassin hexagonal.

### Port de Claude

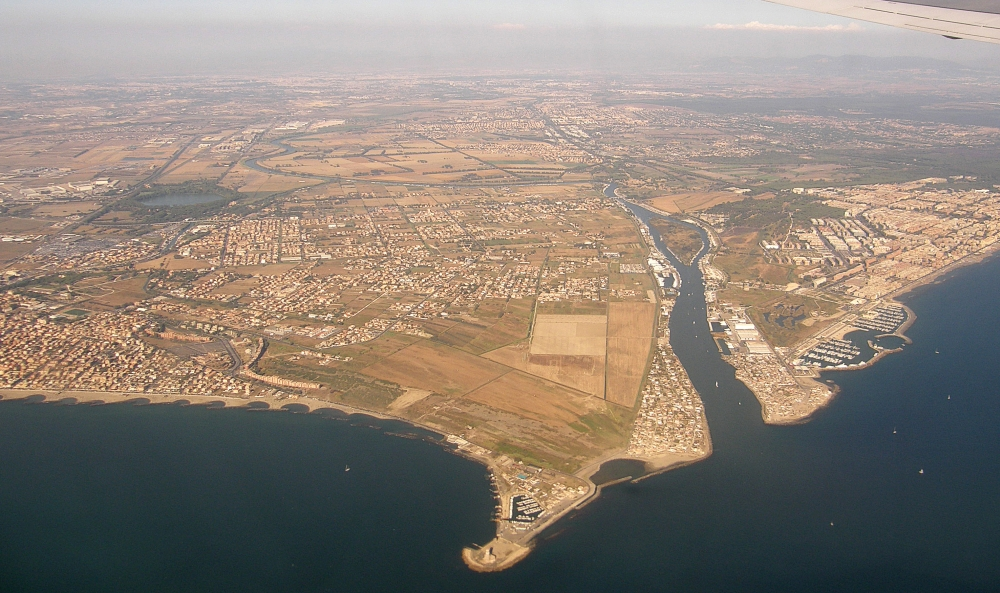
Embouchure du Tibre avec sur l'extrême gauche : le port hexagonal de Trajan et site d'Ostie antique. Entre les deux : Isola Sacra.

En son temps déjà, Jules César avait envisagé de créer un nouveau port à l'embouchure du Tibre, mais il y avait renoncé, en raison des difficultés techniques. Cependant l'augmentation du trafic rendait insuffisant le mouillage naturel d'Ostie, par ailleurs difficile en raison des bancs de sable, et l'empereur Claude fit construire, à partir de 42, un nouveau port à environ trois kilomètres au nord d'Ostie (41,777968694, 12,250614194), le Portus Claudii. Un grand bassin artificiel alimenté et drainé par un canal dérivé du Tibre fut inauguré en 46. Ce port fut achevé par Néron, vers 64-66 et doté d'un phare comme l'indiquerait une monnaie de Néron de 64 doté d'un phare. Une nouvelle ville, Portus, se développa autour du nouveau port, au détriment d'Ostie.
Le port, de forme à peu près circulaire, fut créé à partir d'un bassin artificiel de 90 ha et de 4 à 5 m de profondeur, construit sur une lagune en formation dont le cordon sablonneux constituait une protection naturelle. Le bassin fut protégé par une immense digue de 758 m de long et 3 m de large, laissant une entrée de 206 m, ménagée entre la digue et un môle de 600 m de long et 12 m de large, le monte Giulio, reposant au nord-est sur la terre ferme. Des débarcadères et des horrea furent installés sur les deux bras du port, faisant chacun plus de cent hectares, pour le déchargement et le stockage des marchandises.
Entre les deux digues avait été érigé un phare maritime fondé sur un îlot artificiel formé par le grand bateau de 104 m de long utilisé par Caligula pour ramener d'Égypte l'obélisque du Vatican : le navire avait été rempli de roches, puis coulé en mer.

### Port de Trajan

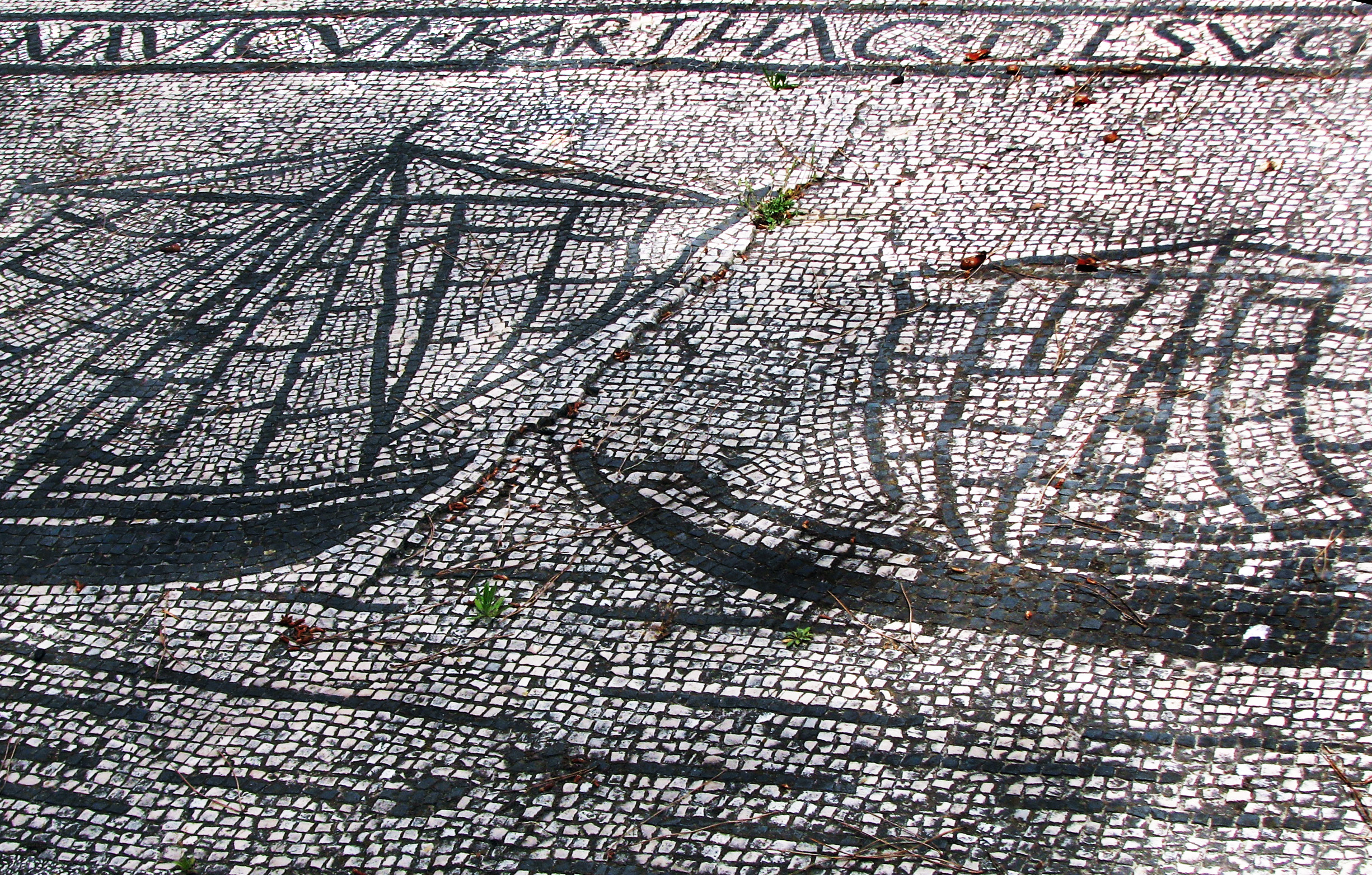
Navires de commerce du bureau des armateurs de Carthage. Mosaïque de sol, place des Corporations à Ostie.

Mais ce nouveau port était exposé aux lames lors des tempêtes. Tacite rapporte qu'en 62, une tempête envoya par le fond environ deux cents navires dans le port même. Aussi l'empereur Trajan fit-il construire un nouveau port, le Portus Traiani, plus fonctionnel et un peu plus en retrait (41,779280806, 12,262287111). Les travaux furent menés de 100 à 112, pour aménager un bassin hexagonal de 358 m de côté et 5 m de profondeur, pour une surface de 32 hectares, avec 2 000 m de quais, relié au Tibre par un nouveau canal, la « fosse Trajane » (aujourd'hui canal de Fiumicino), et à Rome par la Via Portuensis. 

De nouveaux grands magasins à étage et des entrepôts sont construits, couvrant une surface de 10 ha, pour assurer une meilleure conservation des denrées alimentaires. Tous les produits du monde méditerranéen antique y sont stockés : les produits et objets courants (chandelles, torches, cahiers de parchemin, rouleaux de papyrus) ; les denrées alimentaires (poivre et épices, quintaux de blé, amphores de vin, jarres d'huile d'olive), les vêtements, les matériaux de construction.
Une étude des universités de Southampton et de Cambridge en cours depuis 2007 montre une visite virtuelle des ports de Claude et de Trajan.
Si les amarrages sont mieux protégés, la navigation reste dépendante de la belle saison, et la circulation maritime s'interrompt chaque année à mi-novembre.

### Les courants commerciaux
L’étude des vestiges en terre cuite, qu’il s’agisse d’ustensiles ou de contenants, apporte des informations sur les circuits commerciaux autres que ceux des céréales et des matériaux de construction. Par sa forme typique et standardisée, une amphore renseigne sur son pays de fabrication et son contenu. La colline du Testaccio à Rome est ainsi une mine archéologique évaluée à 50 millions d’amphores, jetées entre le règne d’Auguste et 255, pour les trois quarts des amphores d’huile de Bétique.
Au début de l’Empire, les échanges entre Ostie et les provinces se font dans les deux sens. La part du vin italien exporté massivement durant la République tend à se réduire, sauf pour les crus de qualité. En revanche, la céramique sigillée d’Arezzo et les lampes à huile sont diffusées dans tout l’Empire. Dans l’autre sens, Ostie importe des vins à bon marché de Tarraconaise, l’huile d’olive de Bétique, le garum et les conserves de poissons de Bétique et de Maurétanie Tingitane.
Au Ier siècle, les productions gauloises de sigillée et de vin concurrencent celles d’Espagne et d’Italie : vers 75, le vin à Ostie est pour 40 % gaulois, pour moins de 30 % italien et pour moins de 15 % espagnol. Le vin de Tarraconaise disparaît à Ostie à la fin du Ier siècle. Les importations de vins fins provenant des îles de la mer Égée se maintiennent au Ier siècle et au IIe siècle à un niveau marginal mais régulier d’environ 5 %.
Les importations en provenance d’Afrique romaine ne concernent pas uniquement le blé. Sous les Flaviens, les productions africaines arrivent de plus en plus à Ostie, avec l’huile d’olive ou la poterie de cuisine de qualité commune. Dans la deuxième moitié du IIe siècle, les amphores africaines sont aussi nombreuses à Ostie que celles d’Espagne et représentent environ un quart du total. Elles les supplantent dans les années 230/240, en constituant près de la moitié des trouvailles dans les fouilles.
Au début du IIIe siècle, les importations de garum de Bétique et de Mauritanie Tingitane s’effondrent, et la part des vins gaulois diminue nettement. Le vin de Maurétanie Césarienne dépasse alors le vin gaulois, et la vaisselle fine de fabrication africaine domine à Ostie.

### Apogée du développement urbain

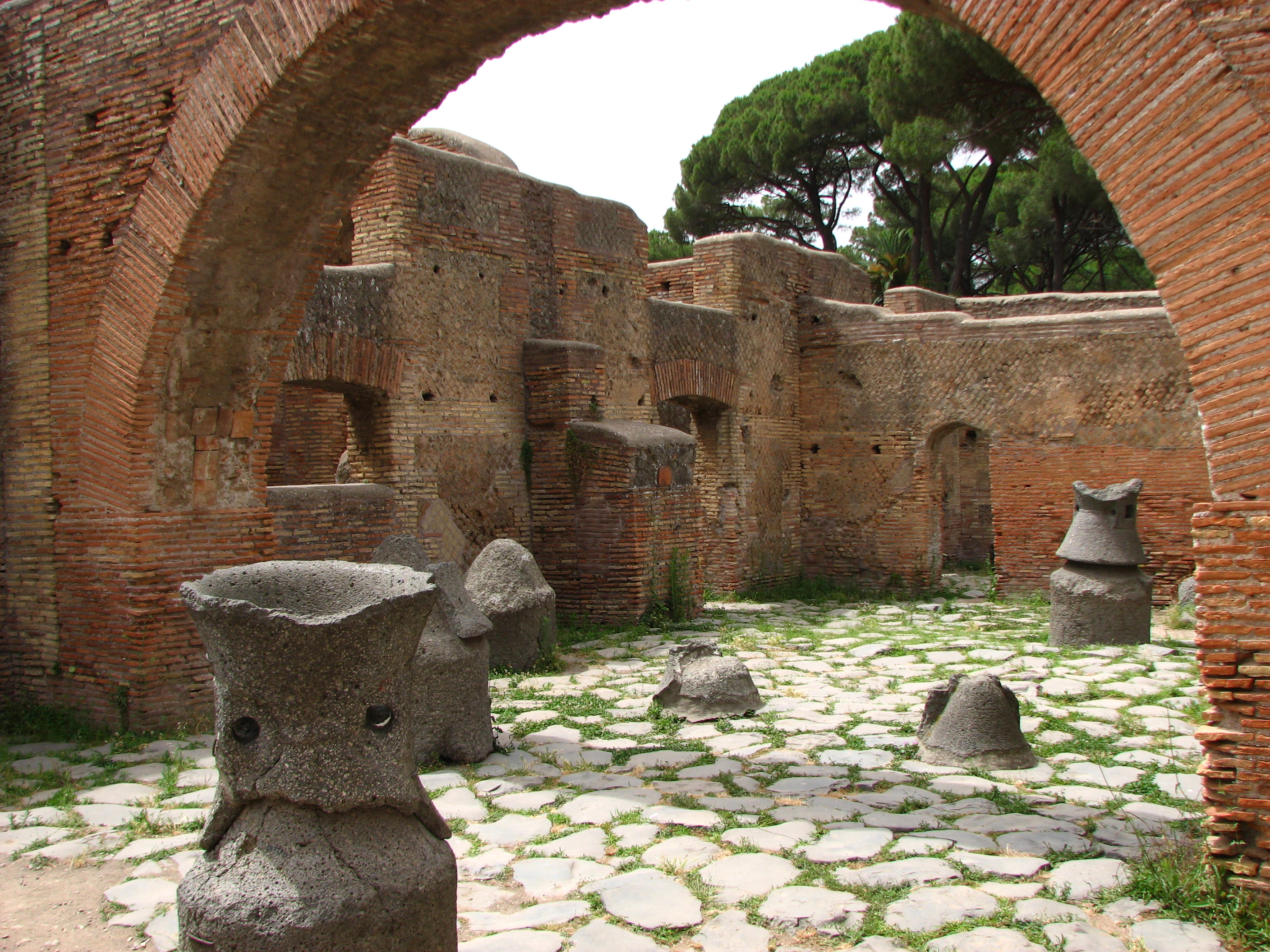
Moulins, à Ostie.

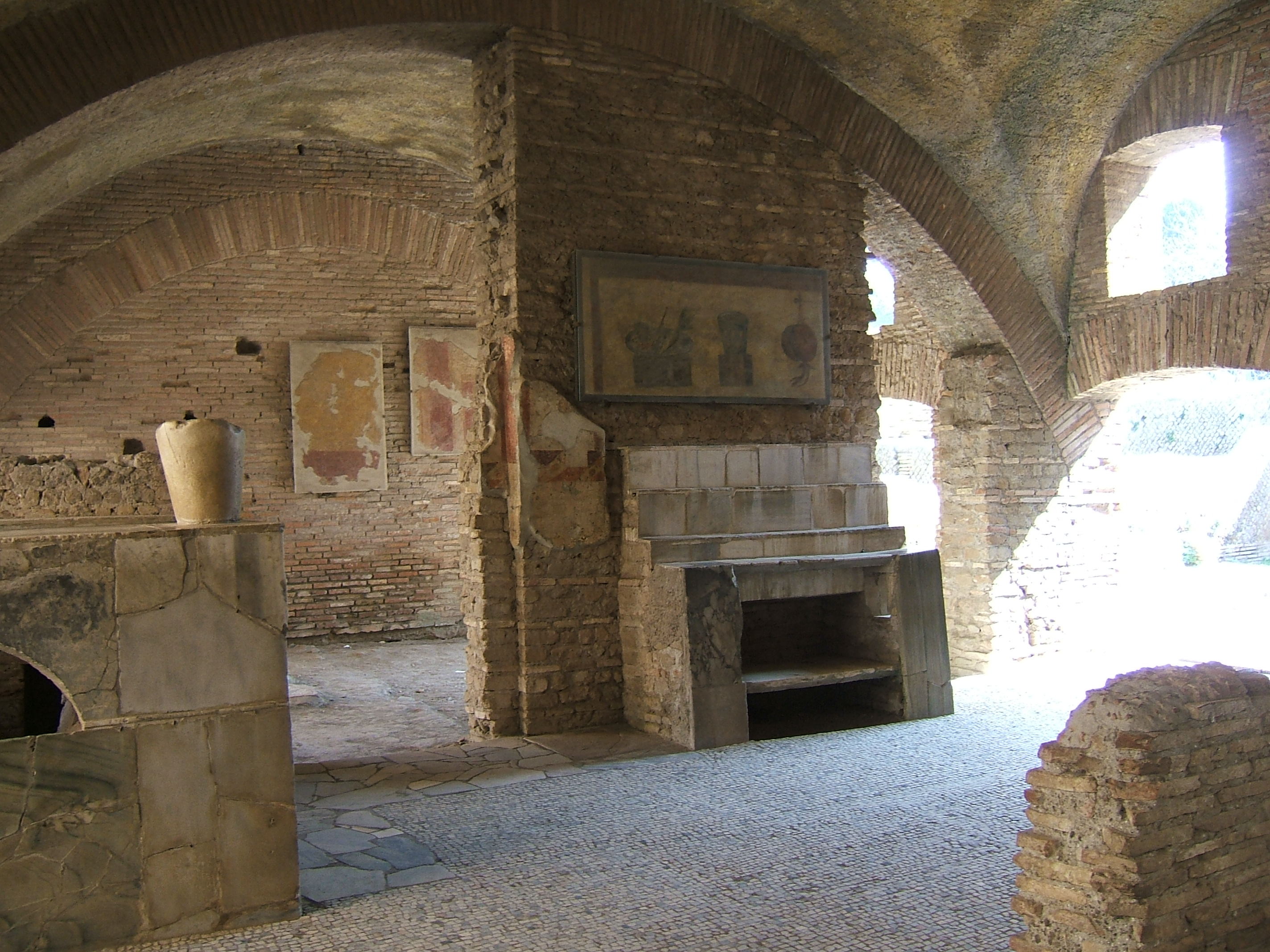
Thermopolium à Ostie.

Ostie est au faîte de sa prospérité, aux IIe et IIIe siècles. L'estimation de sa population est délicate comme pour toute ville antique, diverses méthodes basées sur la superficie construite et des coefficients de densité la situent entre 27 000 habitants selon Parker, 36 000 selon Guido Calza et Girri, 50 000 à 60 000 pour Russell Meiggs.
L'afflux de population dû aux travaux de Trajan et à l'essor de l'activité entraîne la construction de grands immeubles d'habitation à plusieurs étages. Hadrien, en qualité de duumvir quinquenal d'Ostie en 121 et 126 lance d'importants programmes d'aménagement dans le centre, fournit les marbres pour le nouveau Capitole, finance à hauteur de deux millions de sesterces les thermes de Neptune et fait reconstruire le quartier de la caserne des vigiles. Antonin le Pieux achève ces travaux. En 180, l'empereur Commode fait construire le nouveau théâtre d'Ostie. Puis, de 203 à 217, Septime Sévère et Caracalla font agrandir et rénover le théâtre et la place des Corporations, où se pressent les bureaux des marchands, armateurs et banquiers.
Des magistrats et fonctionnaires sont chargés de surveiller le chargement et le déchargement des denrées alimentaires, d'en contrôler la qualité et la quantité, d'effectuer les paiements et prélever les taxes, de faire assurer le respect des contrats, en particulier ceux entre l'État et le privé, de gérer les rapports avec les armateurs, de surveiller les corporations de travailleurs des bacs transbordeurs, des docks, des chantiers navals, et des maçons chargés de l'entretien des quais et des entrepôts. Il y avait même une corporation de plongeurs chargés de récupérer les marchandises tombées à l'eau.

### Déclin
La crise du troisième siècle provoque un ralentissement de l'activité commerciale et portuaire. Les dépôts d'amphores du Testaccio à Rome témoignent d'un arrêt des importations d'huile espagnole. Mal entretenu, le port d'Ostie tend à s'ensabler, tandis que Portus est moins touché par le marasme économique
Au début du IVe siècle, Constantin Ier transfère le statut de municipe à Portus et prive Ostie de son autonomie administrative : c'est le début d'une lente décadence. L'activité d'Ostie diminue, et de nombreuses maisons à étages destinées à l'habitat populaire sont transformées en luxueuses résidences pour l'aristocratie.
En 387, Augustin d'Hippone fait étape à Ostie, dans une maison avec jardin. Sa mère Monique y trouve la mort pendant qu'ils attendaient d'embarquer pour l'Afrique. En 417, le poète Rutilius Namatianus rejoint Portus depuis Rome en passant par le bras droit du Tibre, car le bras gauche qui dessert Ostie est ensablé et impraticable. Néanmoins, au Ve siècle, Cassiodore évoque dans sa correspondance les deux villes de l'embouchure du Tibre - Portus et Ostie - comme des cités très décorées (ornatissimas civitates).
Au VIe siècle, Procope de Césarée décrit Ostie et Portus dans sa Guerre des Goths : Ostie n'a plus de murailles, et la route terrestre d'Ostie à Rome n'est pas entretenue, tandis que reste actif à Portus le déchargement des navires sur des embarcations fluviales halées par des bœufs. Pour affamer l'armée de Bélisaire, les Ostrogoths assiègent et s'emparent de Portus, obligeant les bateaux romains à décharger à Antium, à un jour de marche d'Ostie.
Face à la menace des pirates sarrasins, Ostie est trop étendue dans son périmètre antique et est abandonnée, le pape Grégoire IV la cantonne en 830 dans une enceinte réduite nommée un temps Gregoriopolis en son honneur. Ceci n’empêche pas un raid des Sarrasins en 846, qui s’emparent de Porto et d’Ostie et pillent les environs de Rome.
En ruines, Ostie s'ensable, tandis qu'au fil des siècles, les alluvions du Tibre repoussent le rivage. Une inondation modifie le cours du Tibre, raccourcissant la boucle qu'il formait en amont d'Ostie, et érode une partie nord du site.

### Abandon, et redécouverte

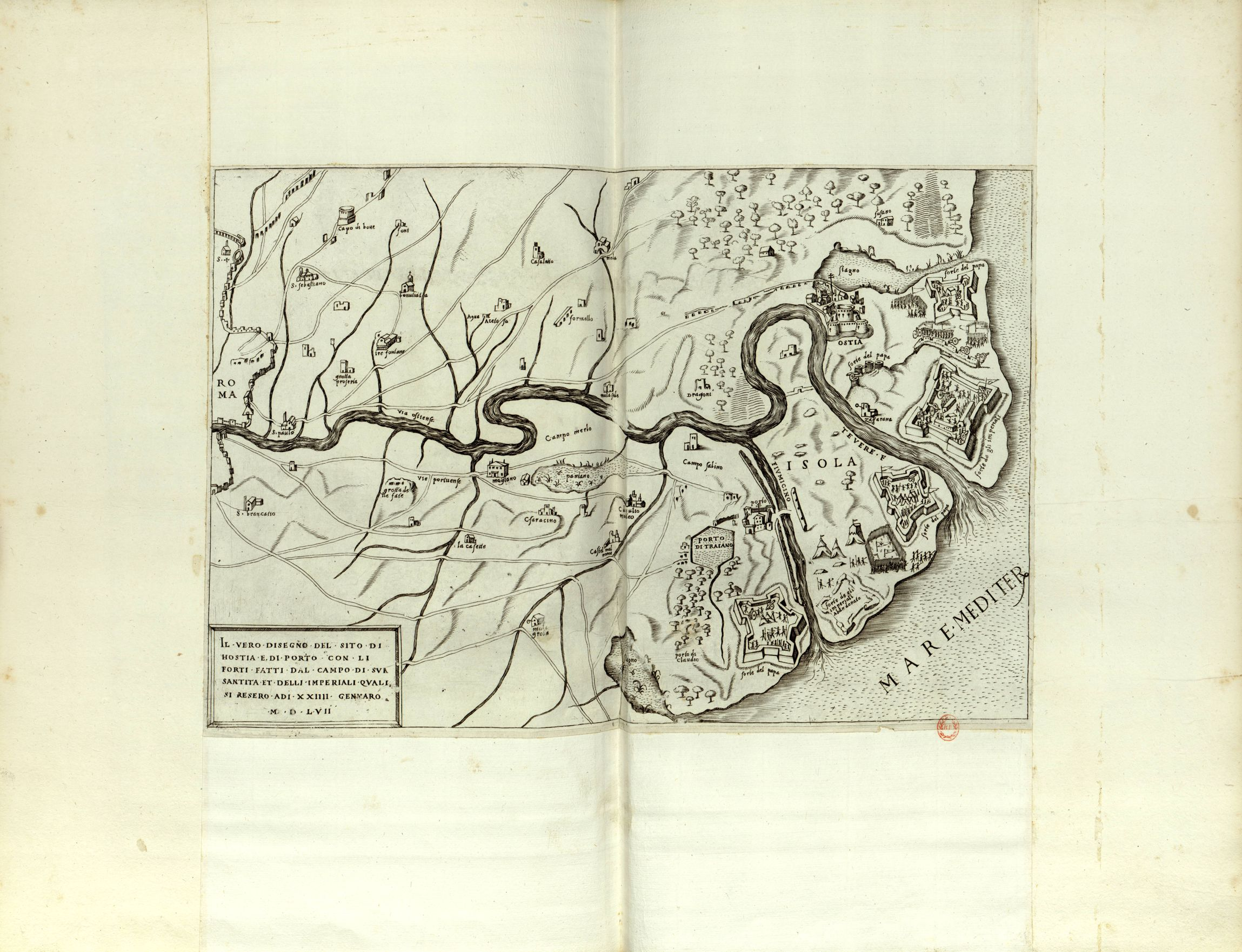
Région d'Ostie, près de Rome, le 24 janvier 1557, pendant la guerre entre France et le Saint Empire romain germanique.

La cité antique demeure à l'abandon, sans tomber dans l'oubli. Lorsqu’en 1581, Montaigne la visite, il y trouve de grandes ruines et des pacages, entend les appellations de « lac de Trajan » et « Arc de Claudius » pour les bassins de Porto, traverse l'« Îsle sacrée » puis Ostie. Il note que le pape fait « désenterrer tous les jours et porter à Rome » des colonnes de marbre. Les besoins de la Rome de la Renaissance provoquent la récupération de marbres antiques comme matériau de décoration ou comme aliment des fours à chaux.
Le XVIIIe siècle voit le développement de l’intérêt pour l’art antique, et les fouilles clandestines ou autorisées font la chasse aux belles œuvres qui partent en Angleterre ou dans les musées du Vatican. Sous l’impulsion du pape Pie VII, les premières fouilles à vocation archéologique commencent en 1802-1804, et se poursuivent par intermittence à partir de 1824 puis de 1855, conduites par Ercole Visconti avec la restauration de ce qui est encore debout. C'est également au XIXe siècle, à la suite des travaux de bonification des salines, qu'une ville moderne homonyme est construite à proximité.
Le rattachement en 1870 des États de l'Église au reste de l’Italie interrompt les recherches, qui ne reprennent qu’en 1909 avec une équipe d’archéologues sous la direction de Dante Vaglieri puis de Guido Calza de 1913 à 1946. La période mussolinienne pour des raisons idéologiques (retrouver le souvenir de la grandeur de Rome) mène des travaux d’ampleur de 1938 à 1942 : quelque 600 000 mètres cubes de déblais sont dégagés avec, comme le déplore Filippo Coarelli, des méthodes hâtives et peu scientifiques et des restaurations excessives comme celle du théâtre. Les diverses secteurs fouillés sont réunis en seul tenant, la superficie visible double pour atteindre les 34 hectares, sensiblement la surface actuelle, et le plan de la ville antique est établi pour les deux tiers de son extension,.
Les travaux archéologiques se sont poursuivis à notre époque, et font l’objet de communications régulières.
Les ruines très étendues ne le cèdent qu'à celles de Pompéi. Aujourd'hui, à l'exemple d'Aigues-Mortes en Camargue, les ruines d'Ostie sont entourées de champs et situées à 4 km à l'intérieur des terres. Les eaux jaunes du Tibre, lourdement chargées, forment, en se jetant dans la mer, une côte alluviale, plate et marécageuse. Une station balnéaire, le lido d'Ostie, s'y est développée au XXe siècle. Cette agglomération a été incorporée dans la commune de Rome à l'époque fasciste.

## Épigraphie à Ostie
Ostie est grâce à sa conservation le site antique le plus riche en documents épigraphiques après la ville de Rome, avec environ 6 500 inscriptions recensées en 2006, allant de la période républicaine tardive à la fin du Bas-Empire.
Qu’elles soient très fragmentées et dispersées à l’état de débris échappés des fours à chaux, ou bien encore entières et rattachées à un contexte archéologique précis, les inscriptions enrichissent l’interprétation des fouilles et la complètent en apportant des informations sur toutes les classes présentes à Ostie, les magistrats, les fonctionnaires impériaux, les affranchis et toute une population laborieuse avec ses corporations. La typologie des inscriptions d’Ostie est très variée et correspond à l'ensemble des grandes catégories de textes que l’on peut trouver à Rome, de l’inscription impériale au modeste graffiti, avec toutefois une sous-représentation pour les textes militaires et les inscriptions provinciales.
L'interprétation de ces inscriptions est un élément précieux pour la compréhension de l'organisation de la cité. Elle présente néanmoins des difficultés, car beaucoup de pierres ont été déplacées de leur emplacement d'origine, sont difficiles à dater, et ne sont pas réparties de façon homogène sur toutes les périodes, ou pour toutes les couches sociales, les affranchis, soucieux d'afficher leur réussite, ont multiplié les inscriptions.

## Organisation d’Ostie

### Les institutions civiles

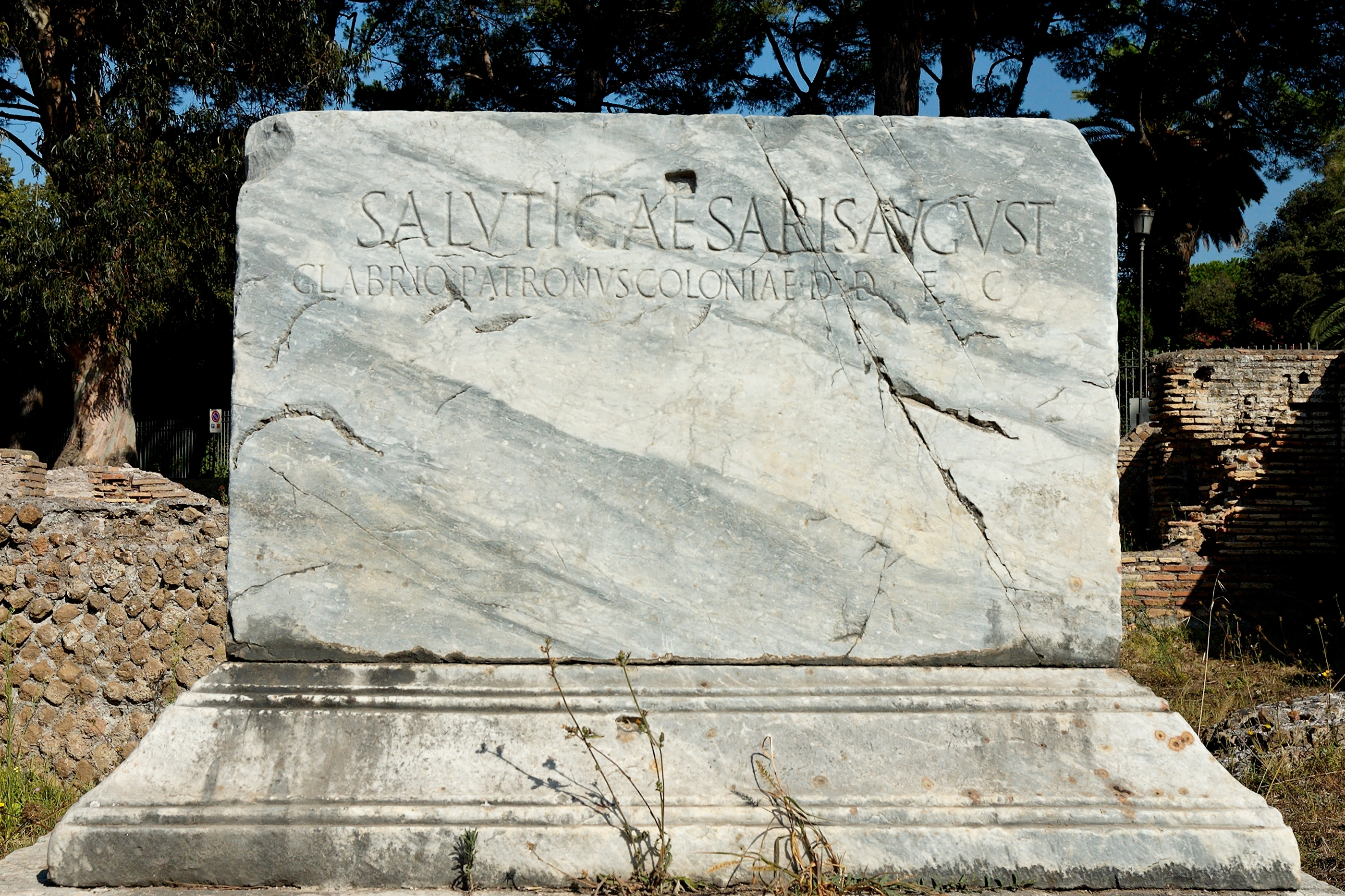
Base de statue trouvée à Ostie, dédiée à la santé de l’empereur par décision des décurions : SALVTI CAESARIS AUGVSTI GLABRIO PATRONUS COLONIAE D(ecreto) D(ecurionum) F(aciendum) C(uravit).

Ostie, comme simple avant-poste de Rome, est sous la République directement dirigée depuis Rome par des préteurs urbains, dont la présence est attestée par une seule inscription du IIe siècle av. J.-C.,
Puis à l'époque de Sylla, la colonie acquiert une certaine autonomie, le préteur urbain est remplacé par deux  duumvirs élus localement pour un an et rééligibles. Ils partagent la gestion de la cité avec deux édiles et avec le conseil des décurions, collège d’une centaine de membres équivalent au sénat romain, constitué de notables cooptés et d'anciens magistrats. Tous les cinq ans, les duumvirs disposent de pouvoirs supplémentaires, et exercent la fonction de censeur, pour passer des travaux d'amenagement urbain et actualiser la liste des décurions et des citoyens d’Ostie.
Magistrats et décurions sont assistés par un personnel nombreux et diversifié, identifié par les dédicaces où ceux-ci rappellent leurs activités : licteurs, secrétaires de séance (scribae cerarii), employés aux écritures (scribae librarii), messagers (viatores). On a aussi trouvé à Ostie une liste de 81 esclaves et affranchis, dont une femme, constituant la familia publica, employés municipaux au service de la colonie, où seules trois fonctions figuraient : deux arkarii, esclaves responsables de la caisse de la colonie, et un tabularius, affranchi responsable des archives.

### Les institutions religieuses
Le pontife de Vulcain et des édifices sacrés (pontifex volkani et aedium sacrarum) est le plus haut responsable religieux d’Ostie. L’épigraphie atteste sa présence depuis l’époque républicaine, sa nomination est un événement remarquable consigné dans les Fastes d'Ostie. Il perdure sous l’empire, la dernière inscription mentionnant un pontife de Vulcain date de 287. Nommé à vie, issu de l’élite d’Ostie, le plus souvent choisi parmi les duumviri quinquennales, il est responsable du culte archaïque de Vulcain, et de tous les édifices sacrés de la colonie. Seul le culte impérial ne relève pas de sa compétence. Il est assisté d’auxiliaires annuels spéciaux, les préteurs et les édiles sacris Volcani faciundis. Malgré la prééminence de ce culte, aucun temple de Vulcain n’a été localisé de façon certaine dans le site d’Ostie ; les archéologues du XIXe siècle ont proposé de l’identifier au temple du forum, dont le caractère imposant leur paraissait correspondre à l’importance du culte. Cette interprétation n’a plus cours.
Divers cultes pratiqués à l’époque républicaine sont connus par des dédicaces. Le culte d’Hercule, protecteur des activités commerciales et possédant ses haruspices pour un culte oraculaire, est situé près du Tibre. Son culte reste actif jusqu’à la fin de l’empire malgré la montée du christianisme, et fait l’objet d’une ultime restauration vers 393 ou 394 dédiée à Théodose Ier, Arcadius et Eugène.
Les Dioscures associés à Neptune sont considérés à Ostie depuis le début du IIIe siècle av. J.-C. comme des divinités marines, protectrices et guides des marins. Leur temple, non localisé, au bord de la mer, délivrait des oracles et des jeux les fêtaient le 27 janvier chaque année.
D’autres cultes liés à la religion romaine sont identifiés : Jupiter, Vénus, Spes, Fortuna et Cérès dans quatre petits temples, Bona Dea.
À ces cultes traditionnels s’ajoute sous l’Empire le culte des empereurs divinisés, honorés par des prêtres et des associations religieuses : on connait ainsi à Ostie des flamines de Vespasien, de Titus, d’Hadrien, d’Antonin le Pieux, de Pertinax, de Septime Sévère, et un flamine pour l’ensemble des divi, le flamen divorum. Participent aussi au culte impérial, les seviri augustales dont de nombreux fragments de listes datées de la fin du IIe siècle et du début du IIIe siècle ont été retrouvés à Ostie, dans un petit édifice proche du forum en face de la basilique. Cooptés parmi les riches affranchis, les augustales sont organisés avec des présidents élus pour deux ans, des sévirs quinquennaux qui actualisent la liste des sévirs tous les cinq ans, et des trésoriers.
Plusieurs temples sont dédiés à Mithra.

### Présence de l’administration impériale
Même après l’émancipation d’Ostie et son organisation comme municipe, l’importance stratégique de la liaison de Rome à la mer amène le pouvoir central romain à intervenir de plus en plus et à organiser la supervision de l’acheminement du ravitaillement, vitale pour l’approvisionnement en blé des allocataires de l’annone et celui du marché libre à un prix raisonnable pour le reste de la population.
Le questeur d’Ostie (Quaestor classicus ou quaestor ostiensis), magistrat en place depuis le IIIe siècle av. J.-C. est chargé du ravitaillement de Rome et des armées outre-mer, sans pouvoir légal sur les intermédiaires assurant l’acheminement entre Ostie et Rome. Ses compétences passent sous Auguste au préfet de l'annone directement nommé par l’empereur et il cesse d’être désigné à partir de 44 sous Claude. Le préfet de l'annone dispose de bureaux à Ostie, probablement près de la Porta Romana selon l'inscription lue sur un tuyau trouvé dans ce secteur. L'aménagement du Portus Trajani s'accompagne en 112 de la création d'un nouveau poste d'administrateur impérial, le procurateur de l'annone d'Ostie et du Port (procurator annonae Ostiae et in Portu). Plusieurs procurateurs sont connus par leurs inscriptions, ils sont souvent originaires d'Afrique, principale exportatrice de blé vers Ostie.
Auguste organise la protection d’Ostie en détachant de Rome une cohorte prétorienne, puis une cohorte urbaine, et des vigiles urbains, tout à la fois pompiers et chargés du maintien de l'ordre. Claude organisa un détachement permanent des vigiles de Rome (vexillatio) dont l’organisation est connue par les inscriptions trouvées dans la caserne des vigiles (Caserma dei Vigili). Cette vexilatio de 400 hommes était commandée à Ostie par un tribun des vigiles (ou deux ou quatre selon les époques) délégué par le sous-préfet des vigiles et assisté de quatre centurions. Les effectifs venaient des vigiles de Rome selon une rotation tous les quatre mois, effectuée aux ides de décembre, avril et août.
Le cours du Tibre proprement dit est du domaine public, délimité par des bornages le long du fleuve. Sous la République, cette gestion relève des censeurs puis des consuls sous Auguste comme en témoignent les inscriptions sur les bornes. Sous l’empire, la gestion du fleuve de Rome jusqu’à la mer, de ses rives et des ponts qui l’enjambent est confiée à une commission de cinq membres, les Curatores alvei Tiberis et riparum (procurateurs du lit et des rives du Tibre), créée par Tibère en 15. Elle contrôle les limites des parties publiques et privées des berges, supervise l’entretien des berges et des chemins de halage, concède les droits de navigation fluviale et d’exploitation des zones de débarquement. Elle possède un bureau permanent à Ostie et un à Rome (statio alvei Tiberis).

## Architecture

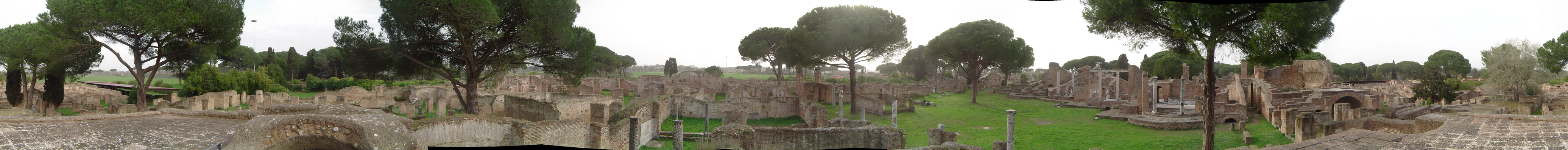
Panorama des vestiges d'Ostie antique.

### Forum

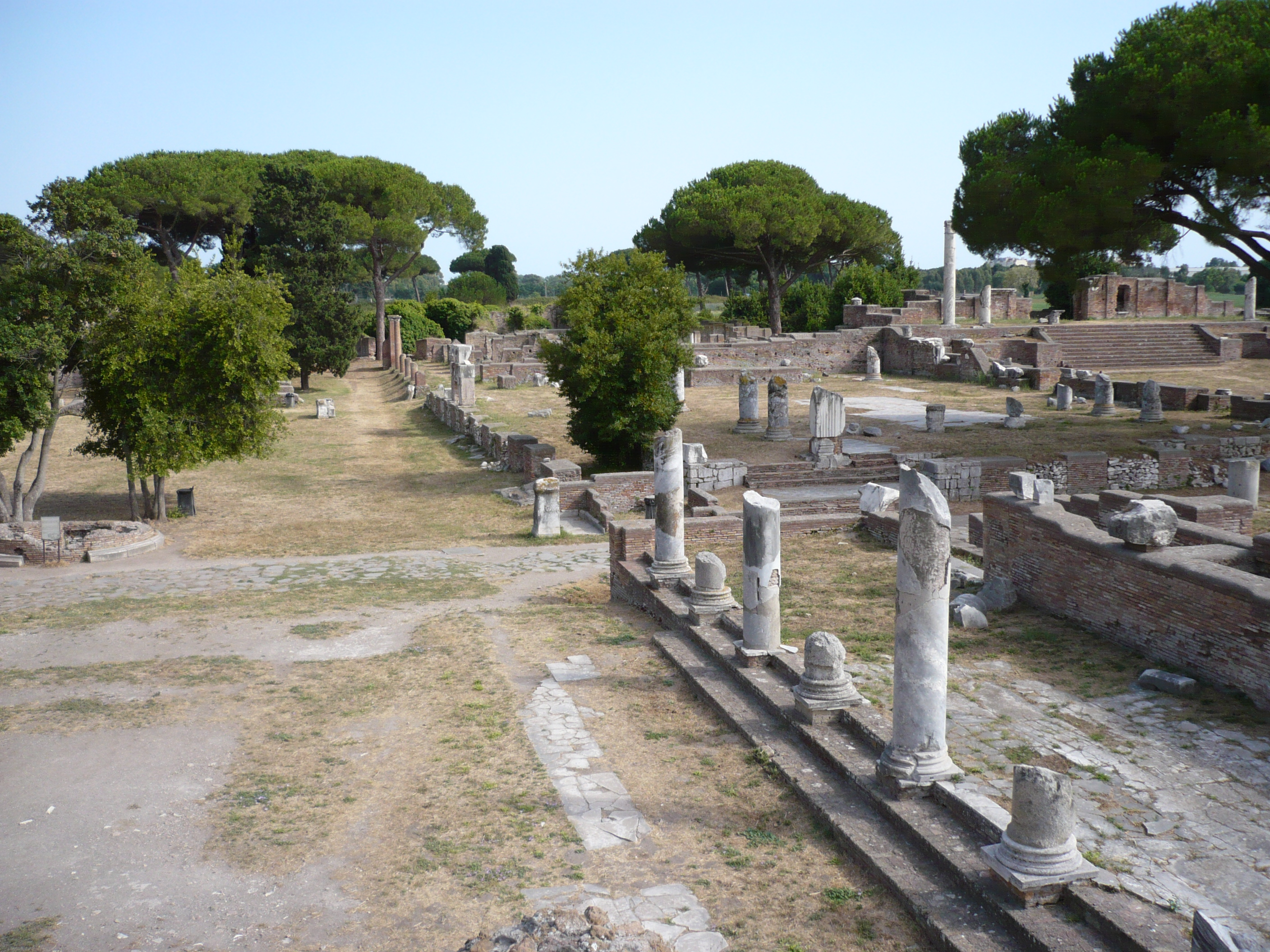
Le forum, vu du Capitole. En premier plan à droite, la curie. Au fond à droite, la basilique. À gauche au niveau du decumanus, le temple circulaire des Lares.

Le forum, centre politique de toute cité romaine, est traditionnellement placé au centre de la ville, en général à l'intersection des grands axes que sont le cardo et le decumanus. Ostie est un cas particulier, elle ne semble pas avoir de forum à ses débuts, n'étant qu'une colonie sous la dépendance directe de Rome. Durant la période républicaine, la place était réduite, encombrée par deux temples côte à côte. Un premier espace a été dégagé sous Tibère, en rasant les habitations au sud du forum pour construire le temple de Rome et d'Auguste. Le forum a été reconstruit sous Hadrien en arasant les anciens temples républicains et en prolongeant le forum vers le nord, lui donnant sa forme longue et étroite actuelle. Dès lors, la place était dominée par quatre grands édifices. Au nord se dressait le Capitole, au sud le temple de Rome et Auguste, au sud-ouest la basilique et au nord-ouest la Curie, deux bâtiments destinés aux réunions. Le decumanus maximus partageait le forum en deux moitiés. La place était tout entière décorée de statues et l'ensemble des bâtiments du forum était bordé de portiques à colonnes. Au centre du forum un petit bâtiment rond était peut-être un temple des Lares d'Auguste, divinités mineures qui le protégeaient.

#### Capitole

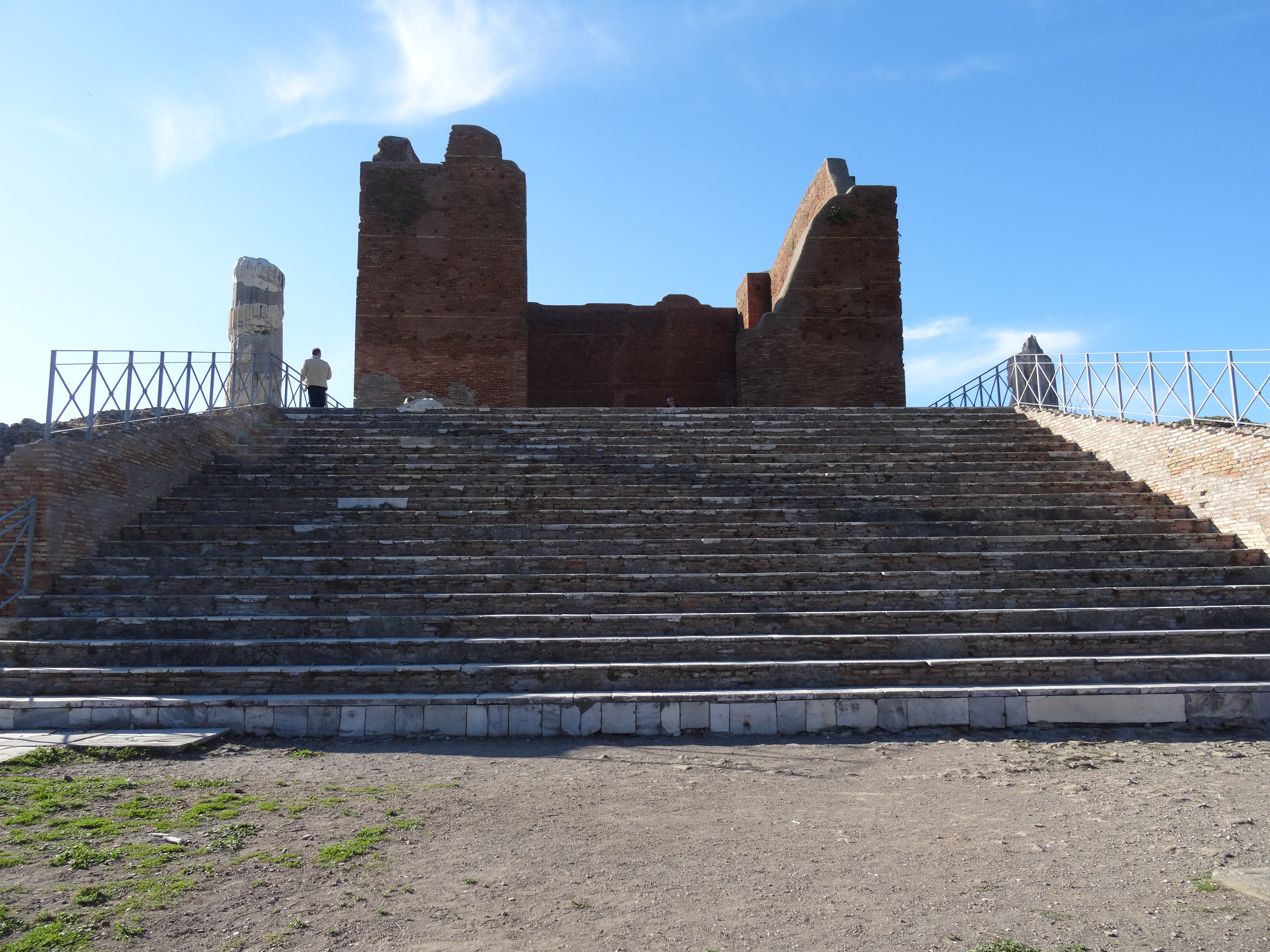
Capitole d'Ostie.

Le Capitole est situé au nord du forum, c'est le temple principal d'Ostie. On considère qu'il est dédié selon l'usage romain à la triade capitoline Jupiter, Junon et Minerve. L'édifice actuel a été édifié sous Hadrien vers 120. Il mesure 35 × 15,5 m. Construit en maçonnerie de briques et revêtu de marbre, le temple se dressait sur un haut podium de 21 marches et était entouré de portiques sur les côtés. Devant le temple se dressait un autel de marbre avec une frise représentant des armes. Ses ruines, toujours visibles, ont souffert de la récupération des marbres et des pierres.

#### Curie
À l'ouest du forum se trouvait la Curie, où se réunissait le conseil de la ville (ordo decurionum). Le bâtiment était composé de la salle de réunion proprement dite (11,50 × 12,00 m), d'un vestibule à 6 colonnes de granite et d'un escalier de sept marches. Des deux côtés de la salle du conseil, un couloir ouvert éclairait le bâtiment. L'ensemble fut construit sous Domitien ou Trajan. Des plaques murales ont été retrouvées, portant des listes de noms d'Augustales, chargés du culte impérial, ce qui permet aussi d'interpréter ce bâtiment comme le siège de la confrérie des Augustales plutôt que celui des décurions.

#### Basilique
Une basilique servait d'annexe couverte au forum, de tribunal et de halle de commerce. Construite entre les règnes de Domitien et de Trajan, puis remaniée, elle a pour plan un vaste rectangle formant une nef unique entourée de colonnes, et s'ouvre sous une double portique au nord sur le decumanus, et sur son côté le plus large sur le forum. Il n'en reste presque rien, à part quelques pavements en marbre et une arcade de portique.

#### Temple de Rome et d'Auguste
Édifié sous Tibère au sud du forum, ce monument au culte impérial naissant ne conserve que des fondations en opus reticulatum, la statue personnifiant Rome sur le mur du fond et un vestige de fronton arrière, reconstruit.

### Temples et sanctuaires
La ville possédait d'importants sanctuaires, soit publics, soit privés, comme les nombreux mithraea ou la synagogue.

#### Temple rond

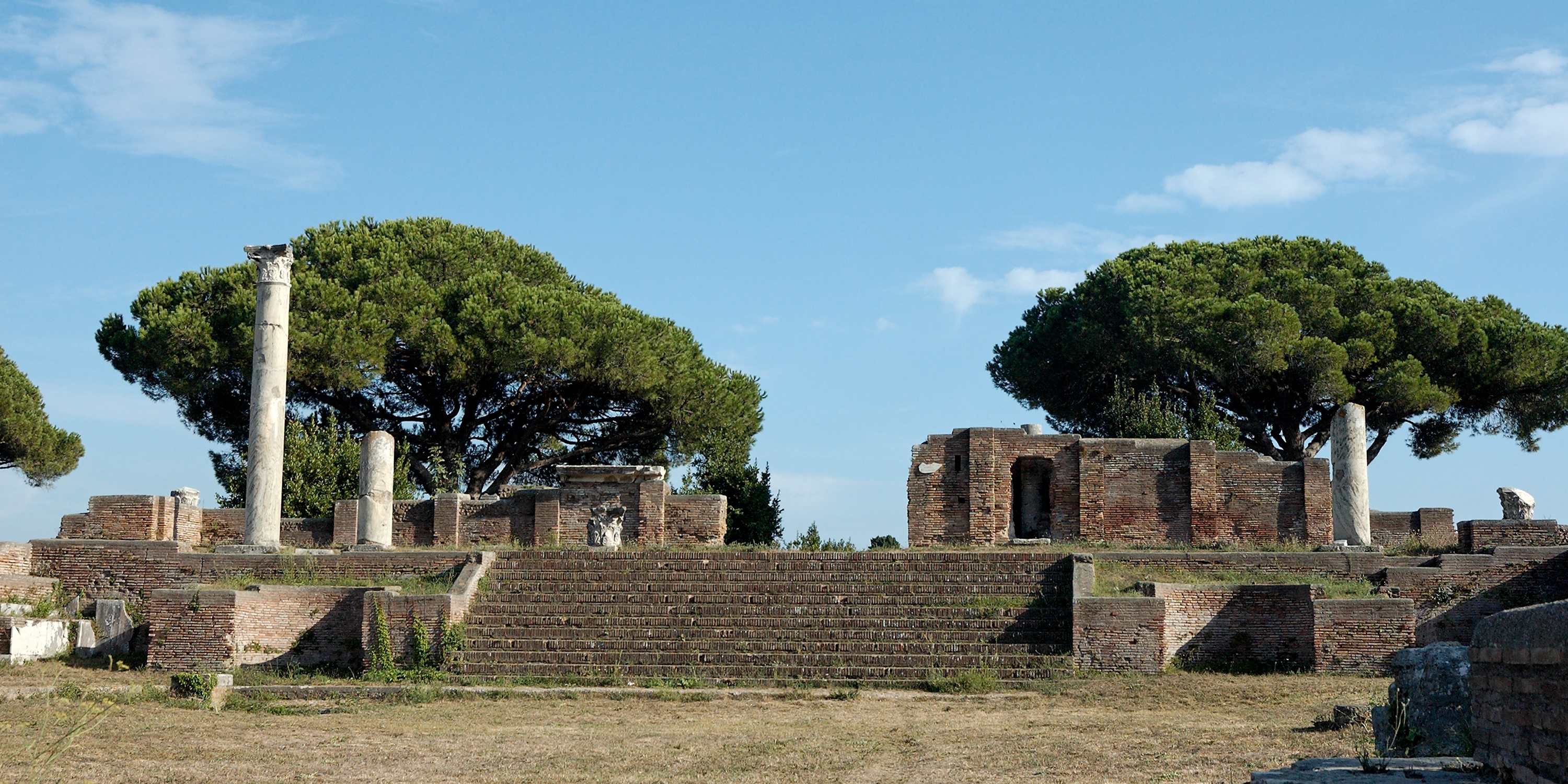
Le temple rond.

Le temple circulaire (Tempio Rotondo) a été fouillé de 1802 à 1804. Il est malheureusement assez mal conservé aujourd'hui. Il se compose d'un vaste atrium et du temple actuel, de plan circulaire, probablement édifié sous Sévère Alexandre (222-235) ou Gordien III (238-244). Sa situation privilégiée en centre-ville et sa taille ne laissent aucun doute qu'il s'agissait d'un édifice religieux important de la cité. Sept grandes niches abritaient des statues. La découverte dans le temple de figures d'Alexandre Sévère et Gordien III laisse penser à un très probable culte impérial.

#### Mithraea

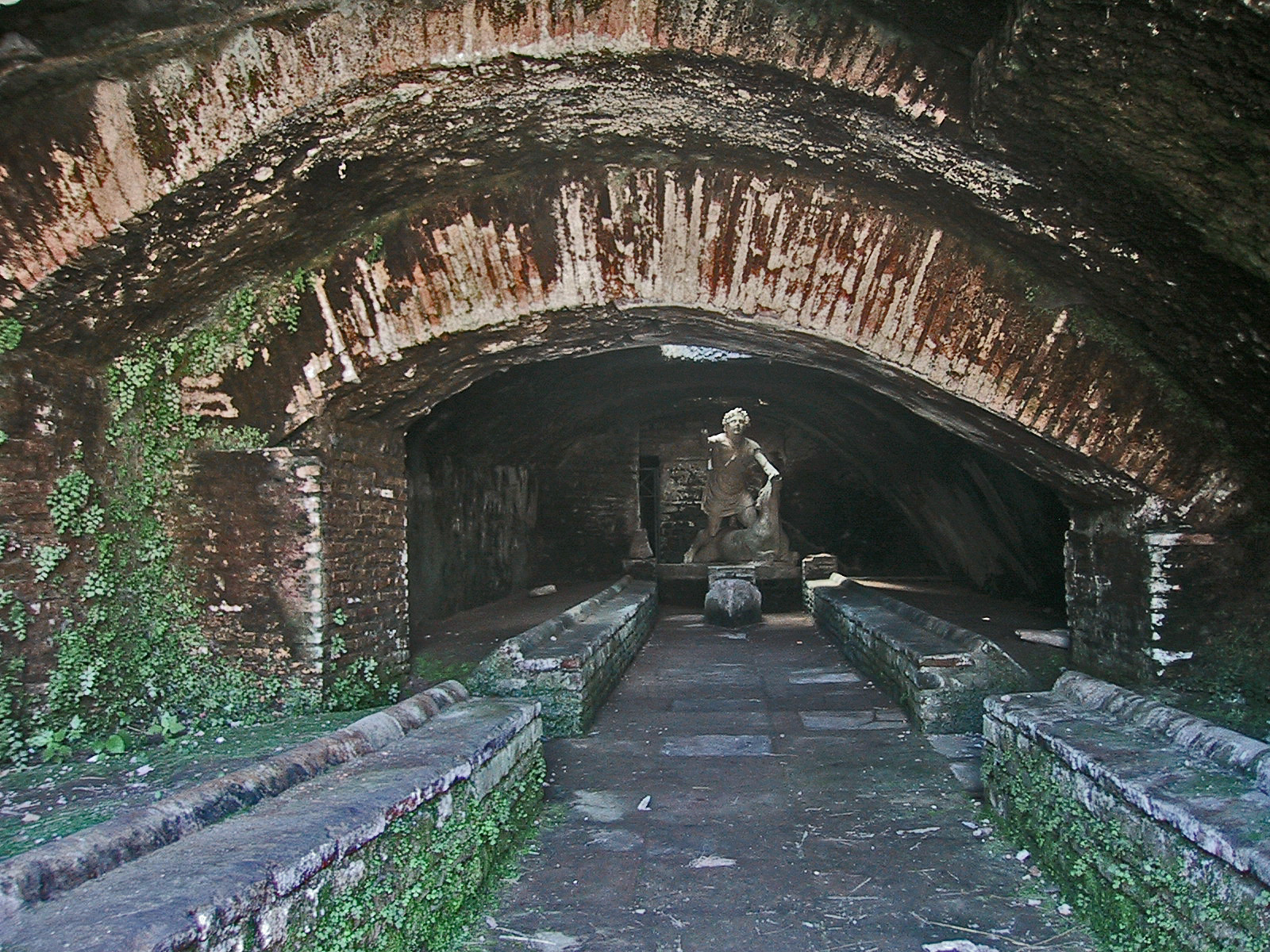
Mithraeum des thermes.

Le culte de Mithra est bien représenté à Ostie, avec un grand nombre de mithraea implantés un peu partout dans la cité, entre 16 et 18 édifices identifiés dans la partie dégagée du site, caractérisés par leur plan rituel en forme de grotte allongée souvent souterraine, flanquée de deux banquettes pour les fidèles, leur décor aux nombreux symboles, et datés principalement de la période des Antonins. Parmi les plus remarquables, citons :
- Le mithraeum des bains de Mithra est le mieux conservé de tous ceux de la ville. Il contenait une grande statue de marbre de l'époque d'Hadrien, œuvre signée par le sculpteur grec Kriton représentant Mithra sacrifiant le taureau, actuellement exposée au musée d'Ostie[74].
- le mithraeum des Sept Sphères, situé à proximité de la place des Corporations. Bien conservé, il contient une mosaïque montrant sept demi-cercles noirs, symboles des sept astres planétaires (la Lune, Mercure, Vénus, le Soleil, Mars, Jupiter et Saturne) associés aux sept degrés d’initiation du culte. Il ne semble toutefois pas situé dans le territoire consacré de la cité, étant dans l'espace public profane[75].
- le mithraeum de Felicissimus, du nom de son donateur, daté de la seconde moitié du IIIe siècle. La mosaïque du corridor regroupe les images symboliques du culte : les éléments avec un cratère (eau), un autel allumé (feu), les bonnets phrygiens des Dioscures, des objets correspondant aux degrés d'initiation.
- le mithraeum des Murs Peints, dont les fresques de petits paysages et de personnages qui représentent les degrés d’initiation.

#### Synagogue

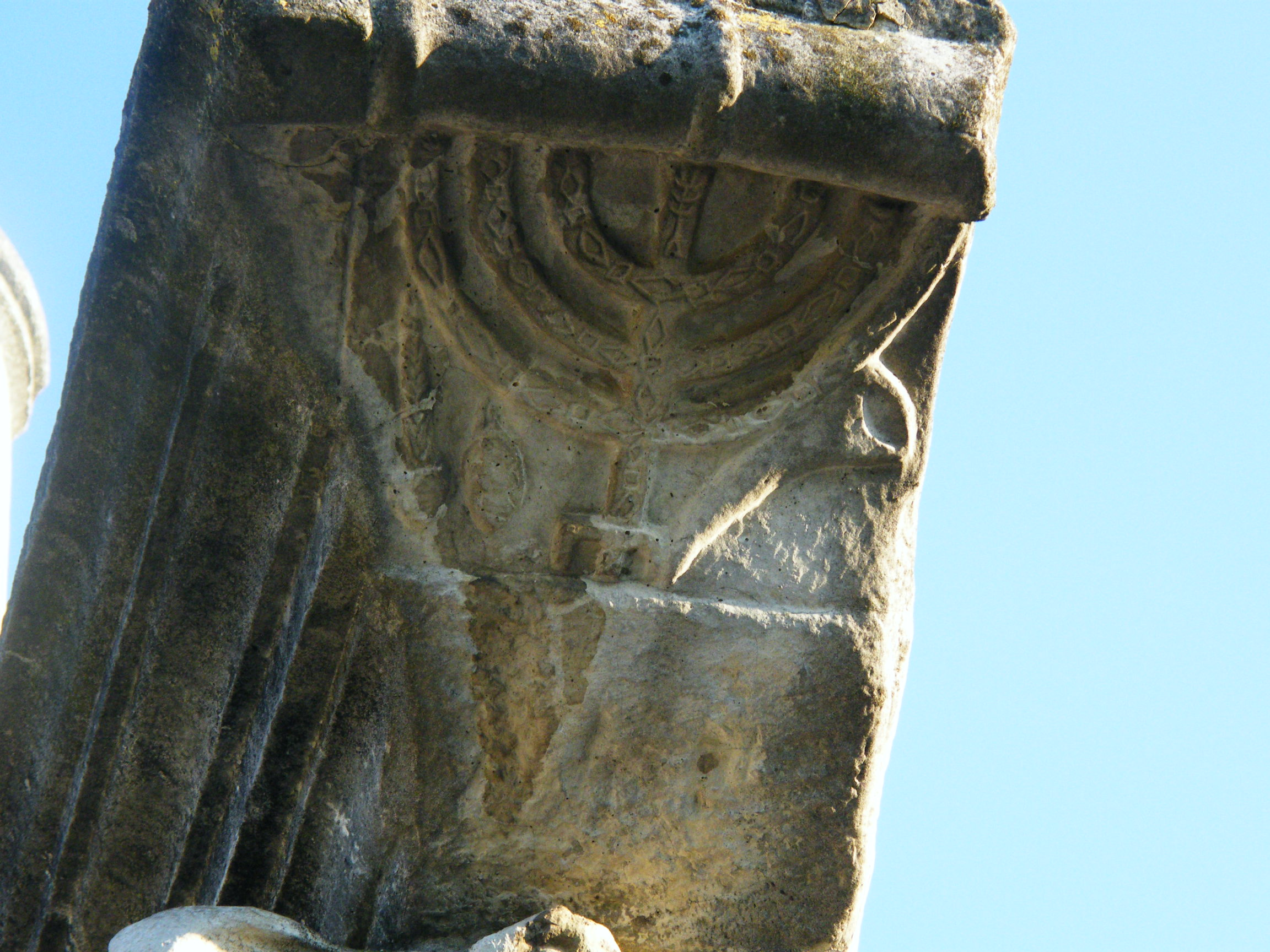
Synagogue d'Ostie : Menora ornant une architrave.

Plusieurs inscriptions funéraires trouvées en 1906 et ultérieurement témoignent de la présence à Ostie d'une communauté juive organisée, autour de personnages portant le titre de gérousiarche, de pater ou d'archisynagogus.
La synagogue, découverte lors des fouilles de 1961, est située à l'extérieur du mur d'enceinte, au sud-ouest de la ville, près de la Porte marine. La présence sur une architrave de menora et autres ornements judaïques (palme, cèdre, corne de bélier) ne laisse planer aucun doute sur la destination du bâtiment, daté du temps de Claude (milieu du Ier siècle), avec des réfections jusqu'au IVe siècle. Cette synagogue est avec celle d'Aquilée la seule trouvée dans la partie occidentale de l'Empire.

#### Édifices chrétiens
Des édifices chrétiens apparaissent à partir du IVe siècle. Si la vie du pape Sylvestre Ier dans le Liber Pontificalis indique que Constantin Ier a construit à Ostie une basilique dédiée à Pierre, Paul et Jean-Baptiste, cet édifice n’a pu être identifié sur le site.
Un petit oratoire construit sur un nymphée à la fin du IVe ou au début du Ve siècle près du théâtre rappelle le martyre de la dame romaine Aurea et de ses compagnons. En suivant la branche sud du decumanus, on parvient dans la région III à une basilique chrétienne à deux nefs précédée d’un vestibule, voisine d’un  établissement de bains. Sur un linteau à l’entrée de la nef de gauche, une inscription mentionne les quatre fleuves du Paradis avec un chrisme.
À une centaine de mètres au sud de la Porte Marine de la ville, dans une salle ajoutée au IVe siècle à une place à péristyle, a été découvert un mur décoré d’un remarquable dessin de Christ bénissant en opus sectile, qui est actuellement exposé au Musée d’Ostie.

### Thermes

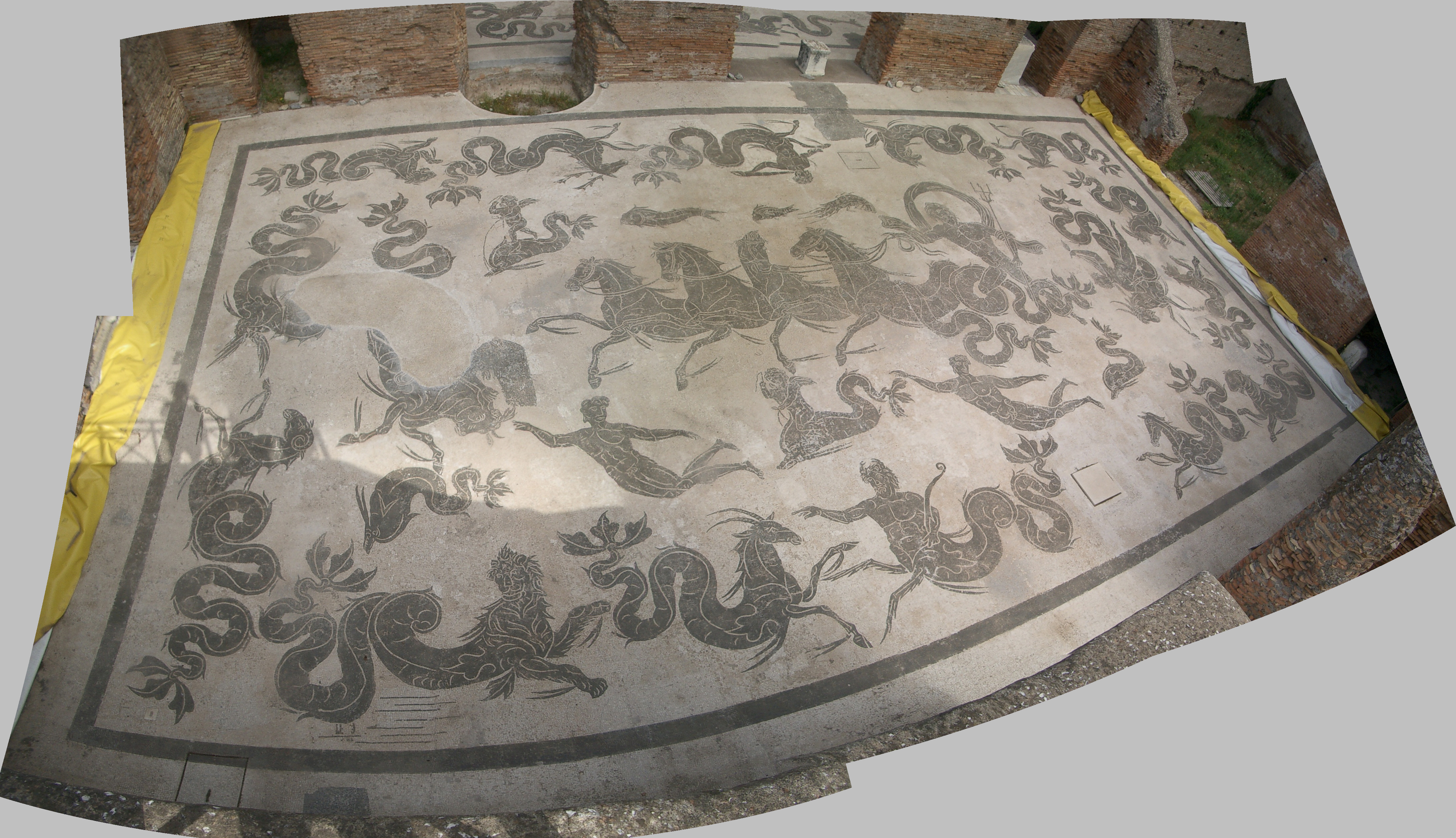
Mosaïques des thermes de Neptune.

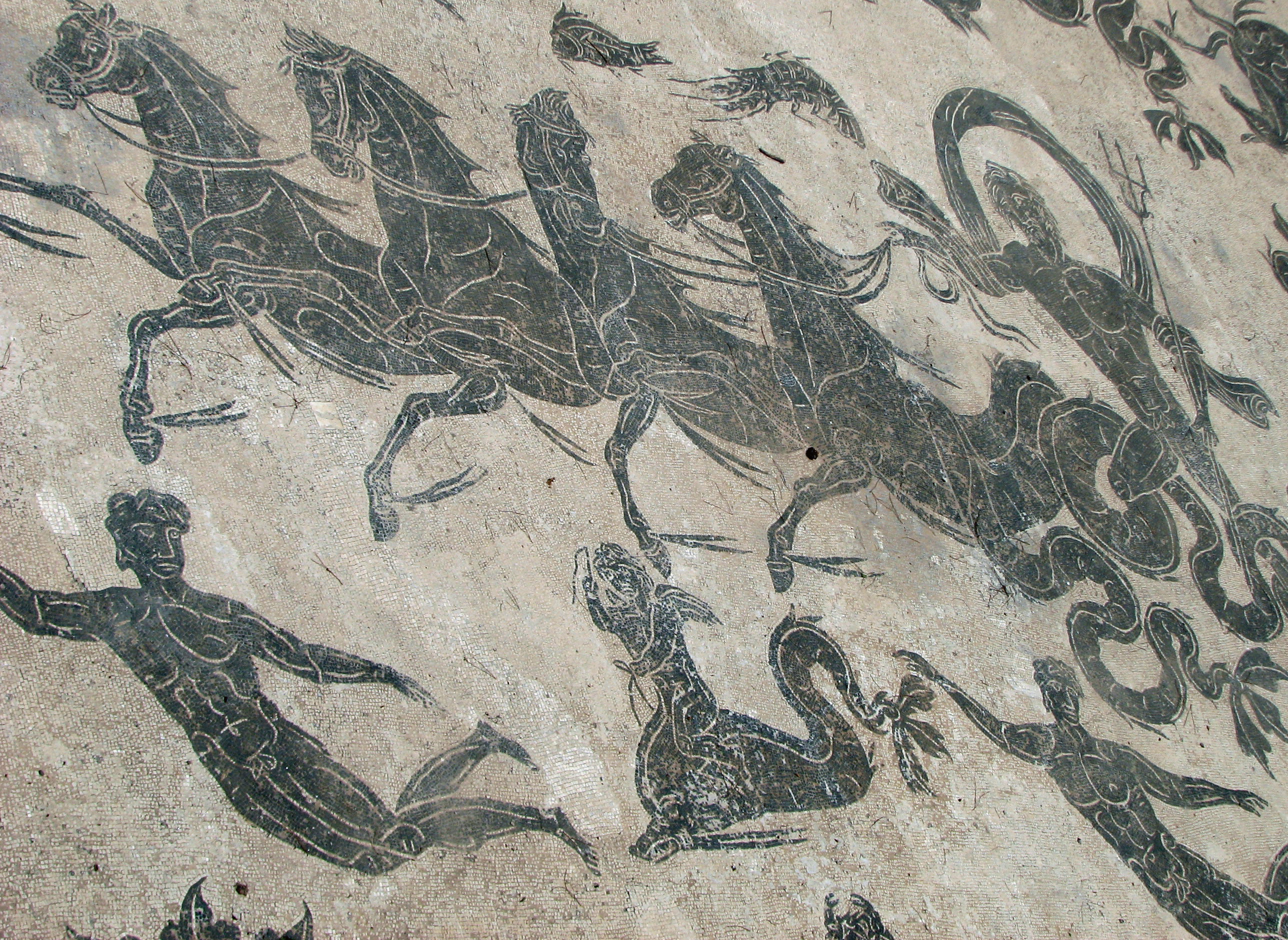
Détail de la mosaïque des thermes de Neptune.

Comme toute grande ville de l'Empire romain, Ostie disposait de thermes monumentaux richement ornés de marbres, de mosaïques et de sculptures. Dans de nombreux lieux, on peut observer que les thermes ont des zones séparées pour les hommes et les femmes, et cela a été prouvé pour au moins l'un des thermes d'Ostie. Trois d'entre eux ont été construits avec le soutien de l'administration impériale, les thermes de Neptune, ceux du Forum et ceux de la Porte marine.
Les plus grands thermes, situés dans le centre de la ville, sont les thermes du Forum, construits vers 160 par le préfet du prétoire Gavius Maximus, avec des réfections jusqu'au IVe siècle, ainsi qu'en témoignent les marques sur les conduites d'alimentation en eau. Les murs étaient plaqués de marbre et les sols ornés de mosaïques en noir et blanc.
Les thermes de Neptune, dans la partie orientale de la ville, ont été construits sous Domitien. Ils ont été entièrement refaits sous Hadrien, qui les a financés à hauteur de 2 millions de sesterces, et achevés en 139 par Antonin le Pieux, qui a complété le financement et offert les marbres de la décoration, ainsi qu'en témoigne une inscription. Endommagés par un incendie sous Marc Aurèle, les thermes sont restaurés par l'évergète P. Lucilius Gamala. La construction se compose des bains et d'une grande palestre. Les thermes de Neptune sont principalement connus pour leur riche décor de mosaïques en noir et blanc.
Les « Thermes maritimes » sont à l'extérieur du mur d'enceinte, près de la Porte marine. Thermae Maritimae est leur nom ancien. Le bâtiment a été commencé sous Trajan et achevé sous Hadrien. Il est prouvé que ces thermes étaient encore en activité au VIe siècle. Ces bains, qui disposaient également d'une palestre, étaient richement décorés de mosaïques en noir et blanc, avec une remarquable représentation d'athlètes.
Les thermes de Mithra, nommés en raison de la présence d'un mithraeum dans les sous-sols, datent du règne d'Hadrien vers 125, et ont été restaurés au début du IVe siècle. Les murs étaient décorés de bustes, représentant peut-être les commanditaires du bâtiment. Le système souterrain d'approvisionnement en eau est particulièrement bien conservé. Une grande roue élévatrice, associée à une seconde, élevait l'eau de la nappe phréatique vers une citerne qui alimentait les différentes salles. La roue, actionnée par un esclave, suffisait à élever environ 1 m3 d'eau à l'heure.
Il existait de nombreux autres établissements plus petits, comme les thermes des Sept Sages. Certains d'entre eux étaient à usage privé, mais ce point est toujours assez difficile à déterminer.

### Théâtre

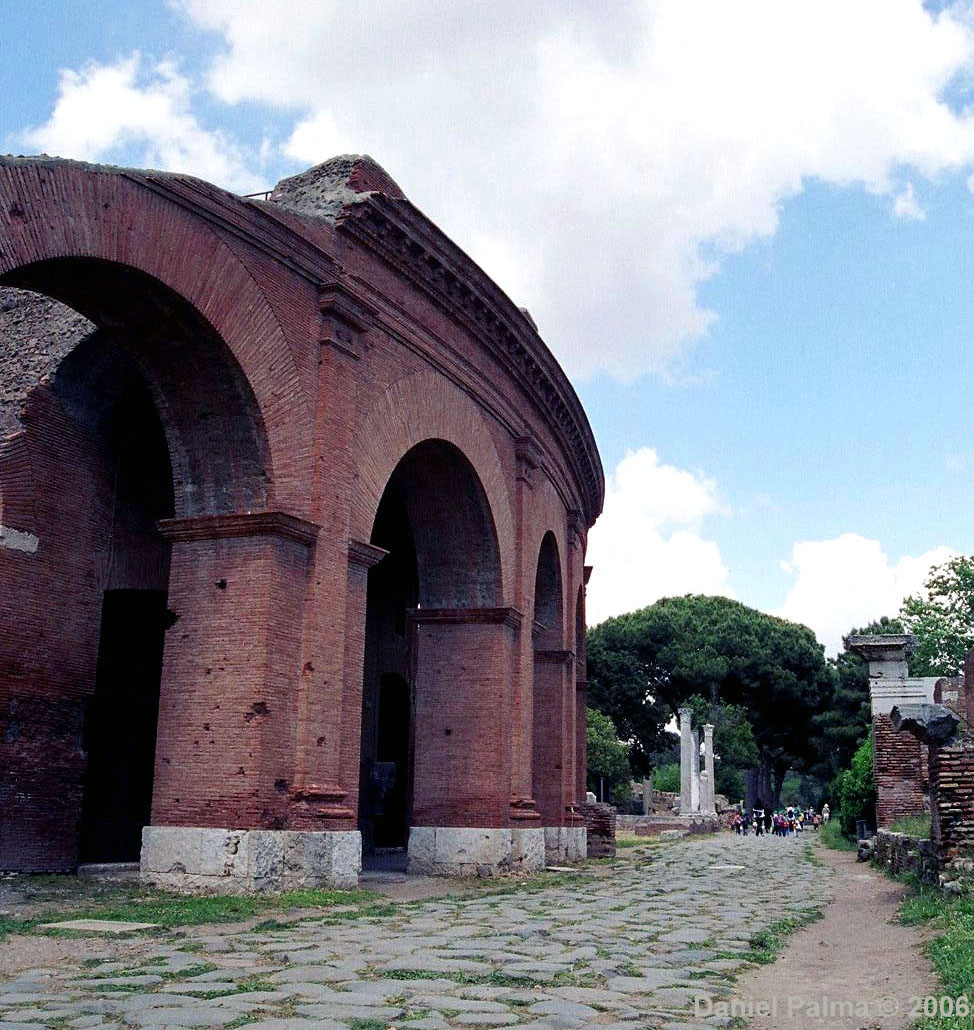
Arcades extérieures du théâtre d'Ostie, donnant sur le decumanus maximus (rue principale est-ouest).

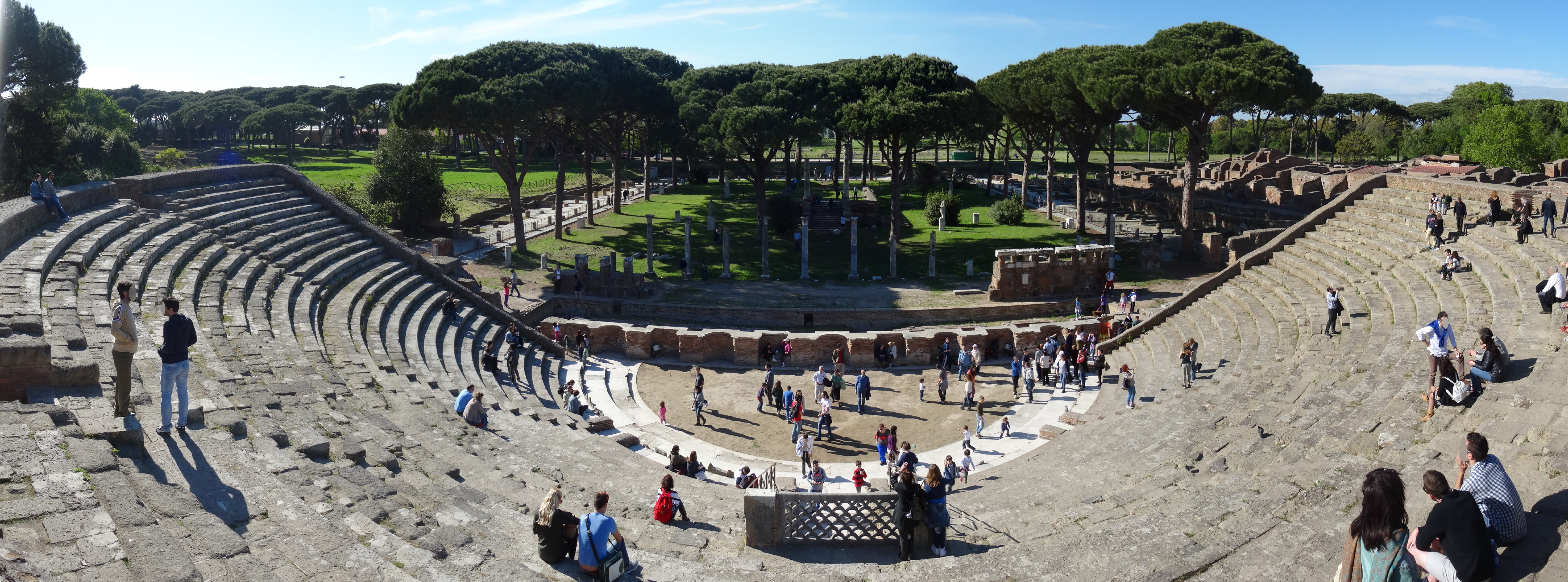
Théâtre d'Ostie et place des Corporations.

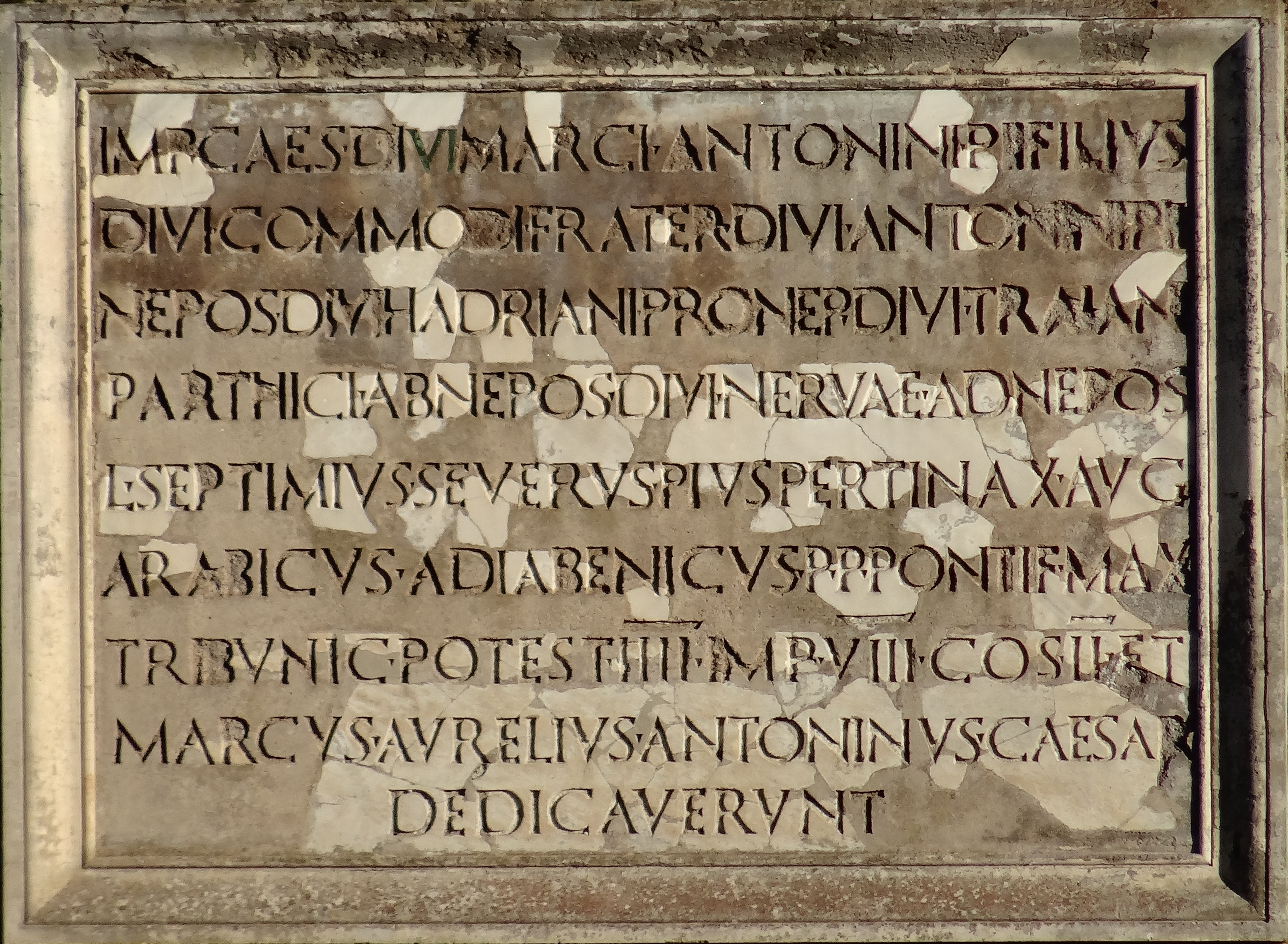
Inscription du théâtre d'Ostie (datée de 196).

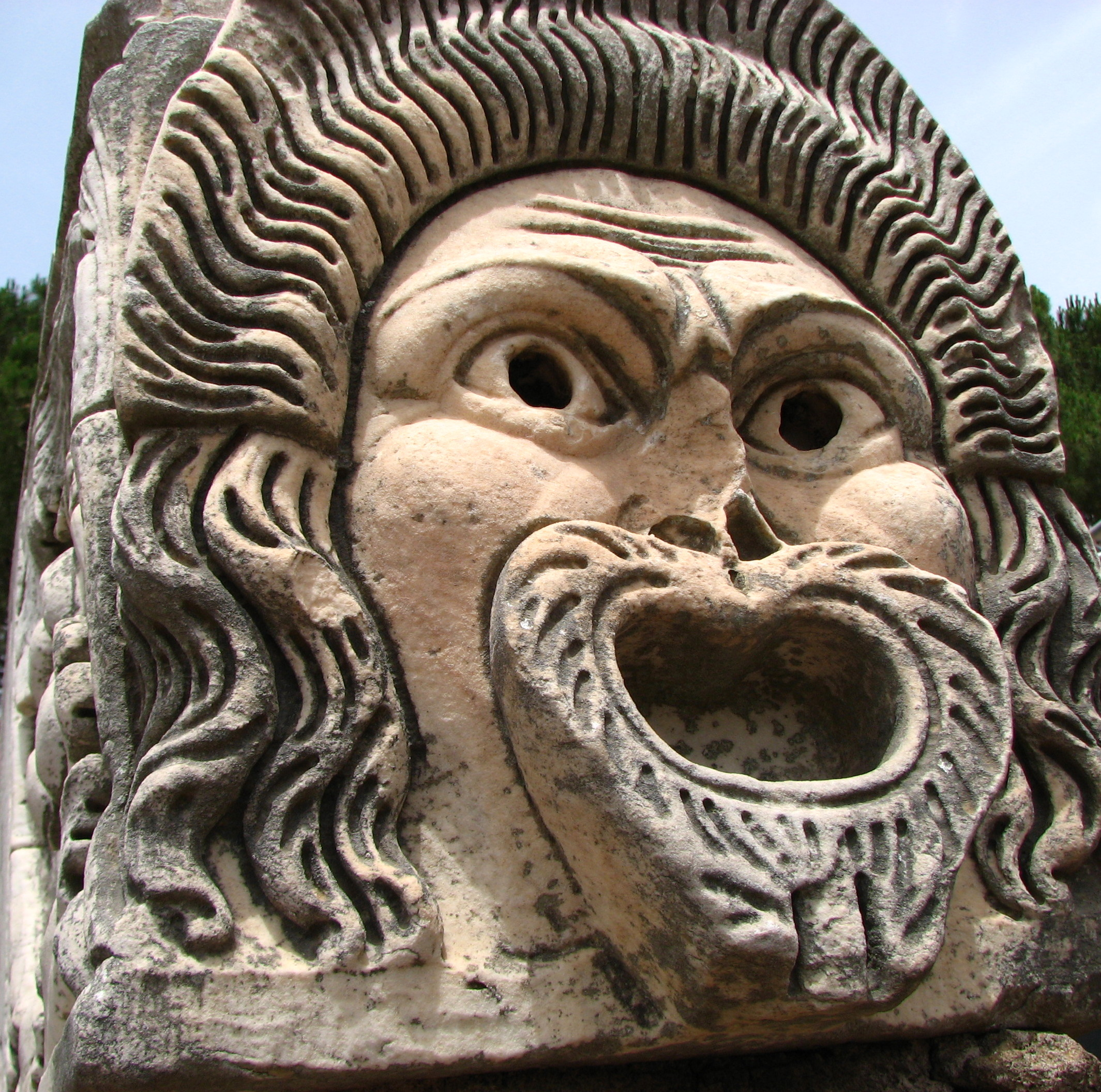
Masque de comédie, faisant partie de la décoration du théâtre.

Le théâtre est situé sur le decumanus maximus, dans le centre de la ville. Une inscription très lacunaire indique que la construction initiale est réalisée pour le compte d'Auguste par son gendre Agrippa nanti de la puissance tribunicienne, soit en 18 av. J.-C. Cette dotation monumentale de la cité participe au programme d'embellissement de Rome lancé par Auguste.
À cette époque, le théâtre pouvait accueillir 3 000 spectateurs, mais il a été agrandi ultérieurement à plusieurs reprises. Les restes de la structure actuelle datent de la fin du IIe siècle, lorsque Commode porte la capacité du théâtre à 4000 places. Une inscription en grande partie reconstituée signale que le bâtiment a été rénové en 196 par Septime Sévère et Caracalla, en tant que césar associé.
Le théâtre est construit en brique, sa façade semi-circulaire orientée vers le decumanus maximus. Deux nymphées agrémentaient l'entrée, et 16 boutiques étaient installées sous les arcades. Les gradins étaient entièrement plaqués de marbre, ainsi que le mur de scène, orné de cinq niches alternativement rectangulaires et arrondies.
Le théâtre fut encore rénové à la fin du IVe siècle. Le bâtiment a été restauré en 1927 après les fouilles, afin de pouvoir être utilisé pour des spectacles : les gradins et les arcades en briques du portique extérieur sont modernes.

### Amphithéâtre
Ostie était dotée d'un amphithéâtre, dont il ne reste aucun vestige connu, et qui fut probablement détruit à l'époque de la Renaissance. Le seul texte qui mentionne explicitement un amphithéâtre est un passage de la Vies des Martyrs sujet à caution, sur l'exécution d'un certain Astérius dans l'amphithéâtre d'Ostie. Des inscriptions d'Ostie témoignent de l'organisation de chasse aux fauves (venationes) et de combats de gladiateurs, ce qui confirme l'existence d'un amphithéâtre.

### Caserne des vigiles
Les inscriptions attestent de plusieurs incendies qui ont affecté la ville. Pour cette raison avait été prévue une bonne organisation des secours contre l'incendie.
La caserne occupe la zone d’espace déclaré public. Elle a été construite sous Domitien, mais entièrement refaite sous Hadrien. Elle est composée d'une grande cour entourée d'un portique qui donnait accès aux pièces où vivaient environ 400 vigiles prêts à intervenir sur le champ. Des latrines et des bains faisaient partie des équipements prévus. Sur le côté ouest de la cour, en face de l'entrée principale, se dressait un temple voué au culte impérial, datant de 207 et orné de mosaïques. L'une d'entre elles représente le sacrifice d'un taureau. La caserne a été abandonnée au milieu du IIe siècle.

### Place des Corporations

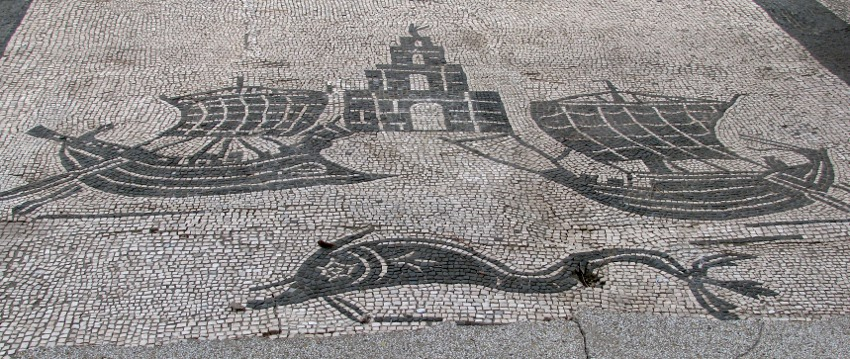
Mosaïque de la place des Corporations : un phare maritime, deux navires à voile carrée, dont un armé d'un éperon à l'avant, un dauphin.

La place des Corporations (Piazzale delle Corporazioni) (II, VII, 4), aménagée sous Auguste et remaniée ultérieurement, s'étend directement derrière la scène du théâtre. Elle mesure environ 110 × 80 m. La place est entourée d'un portique, derrière lequel s'ouvrent 70 petites pièces ornées au sol de nombreuses mosaïques d'époque sévérienne qui font directement référence au commerce maritime. On peut lire sur les mosaïques les noms de villes comme Alexandrie, Sabratha ou Narbonne, les noms de corporations d'armateurs ou de négociants. Au milieu de la place, un temple conventionnellement attribué à Cérès a été probablement dédié à Vulcain sous Claude, selon une inscription découverte à proximité. La fonction de ces installations est hypothétique, probablement celle de bureaux d'armateurs et de marchands de nombreuses villes portuaires.
Plus à l'ouest, la maison des Tricliniums (Caseggiato dei triclini) (I, XII, 1) était le siège de la corporation des charpentiers (fabri tignuarii). Il s'agit d'un grand complexe de bâtiments construits sous Hadrien, organisés autour d'une cour. L'importance de cet ensemble témoigne de la puissance de cette confrérie. Des escaliers menaient à un autre étage au moins. Sur le côté ouest s'ouvraient quatre salles à manger (triclinia) évidemment destinées à l'organisation de banquets. Sur le côté sud, un grand sanctuaire était peut-être voué au culte de l'empereur. Une inscription, dans la cour, énumérait la liste des 350 membres de la guilde.

### Entrepôts

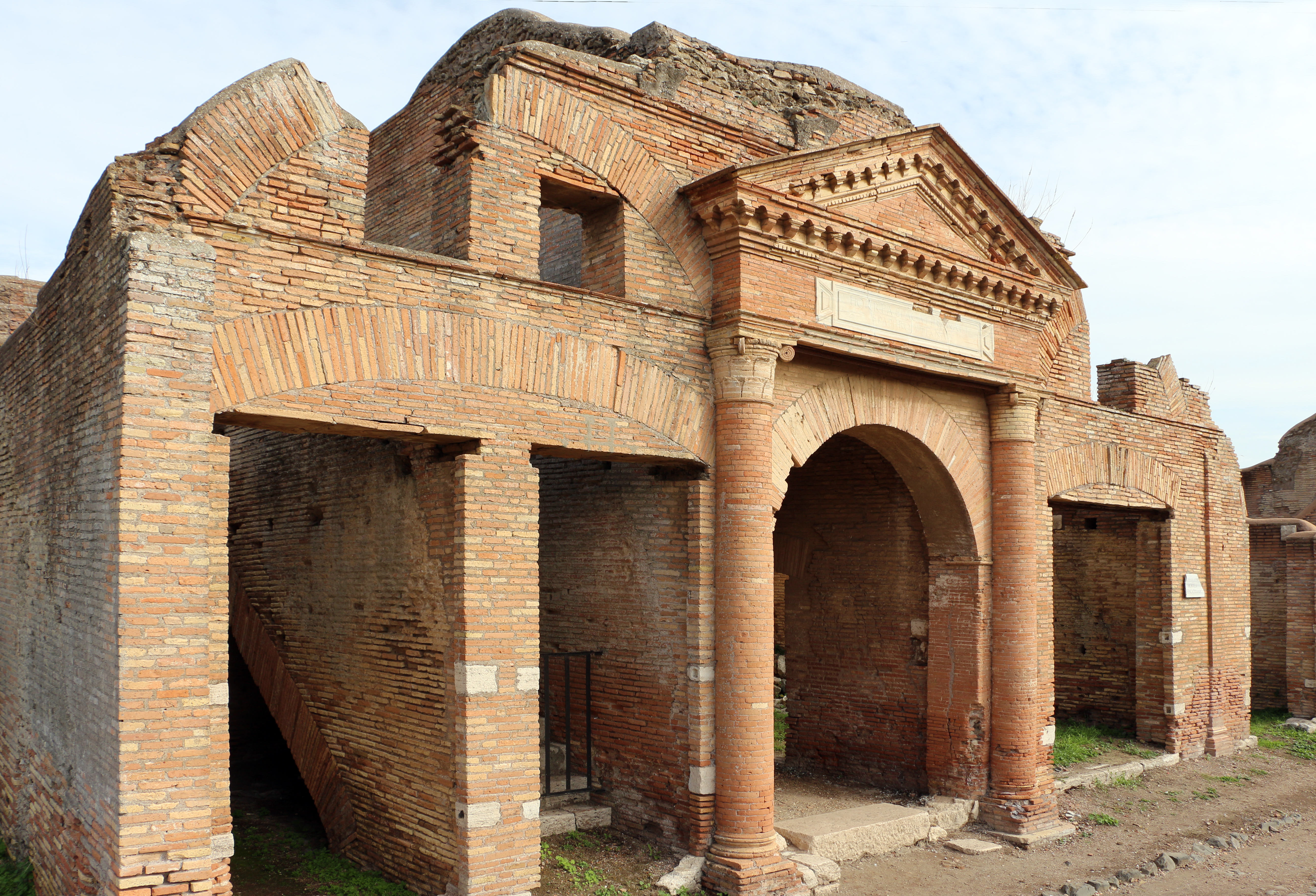
Architecture de brique des entrepôts (Horrea Epagathiana et Epaphroditiana).

En tant que port principal de Rome, Ostie possédait un certain nombre de grandes installations de stockage (horrea), où étaient entreposés le blé, le vin, l'huile et bien d'autres marchandises avant leur expédition vers la capitale. Les entrepôts étaient généralement construits avec les mêmes règles de base : une grande cour à colonnes donnait sur les différents entrepôts, dont certains comportaient probablement plusieurs étages.
Les entrepôts principaux, au centre de la ville, qui existaient déjà sous Claude, furent ensuite rénovés et agrandis à plusieurs reprises. On a calculé que près de 100 × 100 m de ces grands bâtiments pouvait contenir de 5 000 à 7 000 tonnes de céréales, assez pour nourrir environ 17 000 personnes pour un an.
Les Horrea Epagathiana et Epaphroditiana, bien conservés, sont clairement identifiés comme des lieux de stockage, puisque ce nom figure sur une inscription sur marbre scellée au-dessus de l'entrée de l'immeuble. Le bâtiment, qui appartenait donc à Epagathus et Epaphroditus, des affranchis vu leur cognomen (surnom) d'origine grecque, date de 145 à 150. Le magasin est relativement peu étendu, mais de construction élégante, avec une cour ornée de mosaïques et les portes sont munies de systèmes perfectionnés de verrouillage, ce qui laisse supposer qu'on gardait là de précieuses marchandises.

### Macellum
Un marché (macellum) s’ouvrait sur le decumanus dans la région IV, à côté de la taverne des poissonniers. Il est mentionné dans plusieurs inscriptions relatives à son agrandissement ou son entretien par des bienfaiteurs privés, depuis la période républicaine jusqu’à la période du Bas-Empire.

### Immeubles et maisons d'habitation

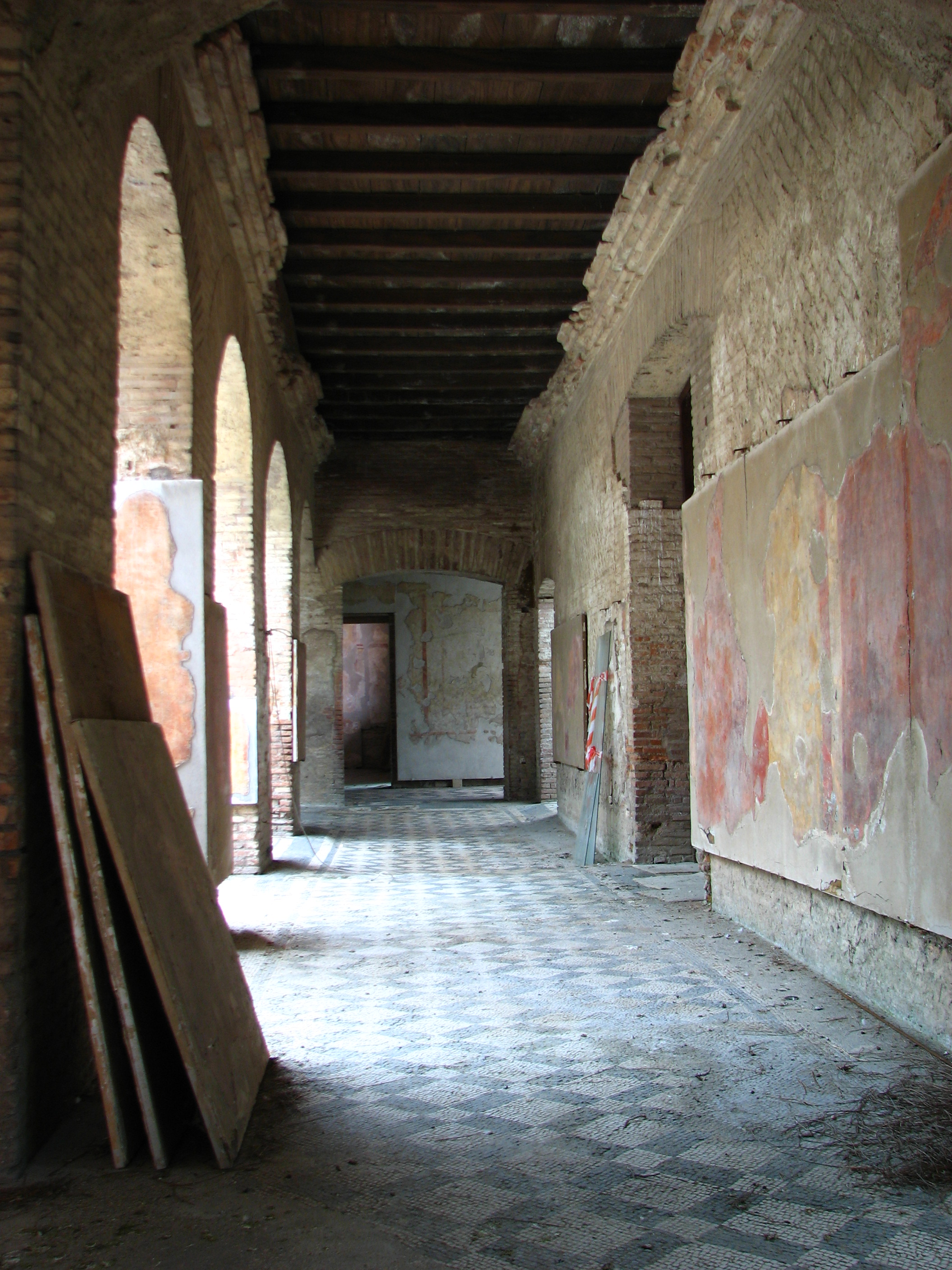
Portique de la maison des Muses, une des plus riches d'Ostie.

La ville d'Ostie se prête particulièrement à l'étude de l'évolution de l'architecture domestique romaine, de la République à la fin du IVe siècle.

#### Maisons à impluvium
À la fin de la République et sous le Haut-Empire, les maisons, à Ostie, étaient sensiblement du même type, de celui même qu'on connaît aussi à Pompéi et que Vitruve décrit comme la « maison à atrium ». La maison de Jupiter Tonnant (Domus di Giove Fulminator) est un des rares exemples de cette période. L'entrée de la maison était flanquée de deux boutiques. De là, on entre dans l'atrium avec son impluvium (bassin) de marbre. Autour de l'atrium étaient organisées toutes les pièces de la maison, qui pouvait aussi être dotée, en supplément, d'un péristyle. Ce type de maison a conservé son plan de base jusqu'au IVe siècle.

#### Immeubles collectifs(insulae)et maisons à péristyle

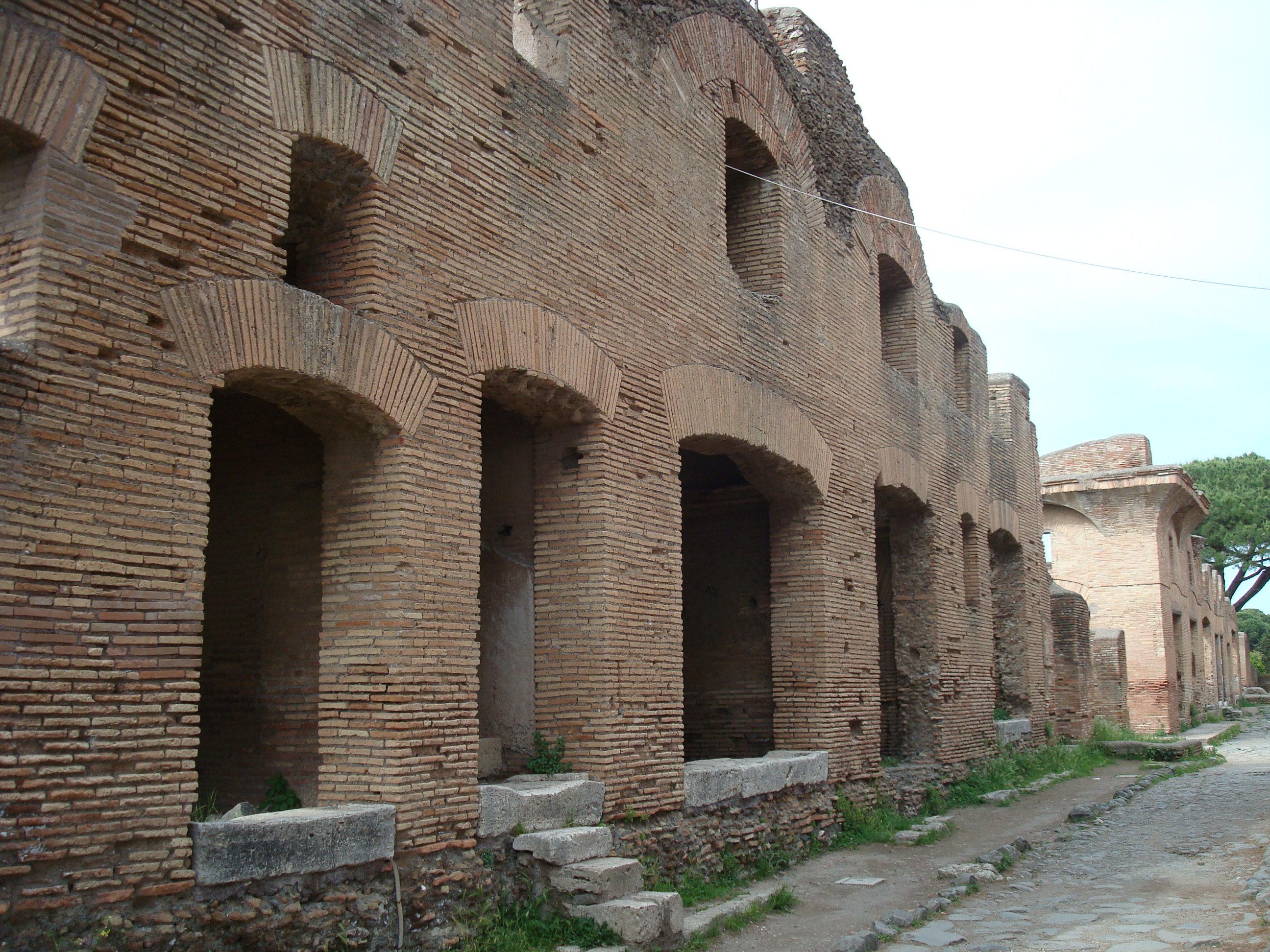
Insulae : immeubles conservés jusqu'au premier étage, avec entrées entre les boutiques.

À la fin du Ier siècle, Ostie voit le début de son apogée, et beaucoup de nouveaux habitants affluent vers la ville. Le terrain, limité en surface, devient cher, et le besoin se fait sentir d'un nouveau type de logement, appelé insula. Il s'agit d'immeubles à plusieurs étages, propres à recevoir un grand nombre d'habitants. Le mieux conservé est la maison de Diane, qui présente encore trois niveaux (boutiques, entresol, bas du 1er étage) et en comptait probablement cinq. Ces vastes immeubles locatifs, semblables à ceux du centre de Rome, viennent prendre la place de maisons traditionnelles à atrium. Ils présentent des murs épais de béton à parements de brique, décorés intérieurement de stucs peints. Des escaliers droits de béton, ponctués de paliers, donnent accès aux appartements.
Alors que la maison à atrium est entièrement tournée vers l'intérieur, l'immeuble de rapport, divisé en appartements, ouvre ses grandes fenêtres sur la rue. Les chambres étaient pour la plupart disposées le long d'un couloir, tandis que des unités plus grandes étaient souvent organisées autour d'une très grande pièce centrale. Bon nombre de ces immeubles de location, par exemple la maison des Peintures (Casa dei Dipinti), ou celle de Jupiter et Ganymède (Domus di Giove e Ganimede), étaient composés d'appartements d'un luxe surprenant, qui suggèrent des résidents aux revenus élevés.
Les couches les plus pauvres de la population habitaient des logements en mezzanine au-dessus des magasins, ou vivaient dans les étages supérieurs des immeubles. Dans le même temps, il y avait encore des maisons classiques (domus) pour les familles les plus riches. Le plan de ces habitations était assez semblable à celui des maisons à atrium, à ceci près que l'atrium était maintenant remplacé ou complété par un vaste péristyle.

#### Maisons à nymphée

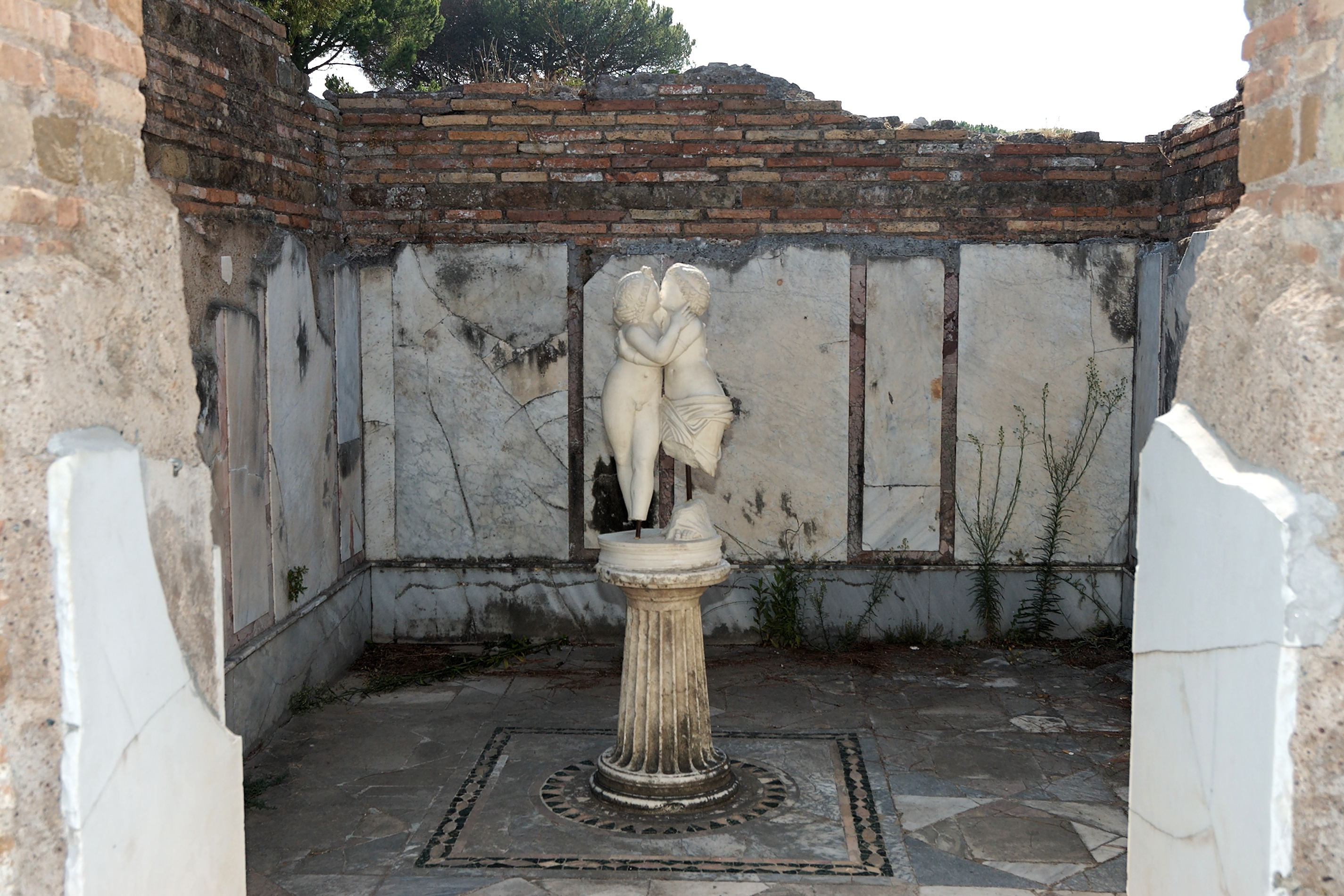
Maison d'Amour et Psyché : maison à nymphée.

Les immeubles de rapport, à Ostie, ont connu leur apogée au IIe siècle. Au IIIe siècle, beaucoup d'habitants, semble-t-il, ont commencé à quitter la ville. Le nombre d'immeubles a diminué, et ceux-ci n'ont été ni rénovés, ni reconstruits. Au IVe siècle, période pendant laquelle on connaît moins le manque d'espace, reprend la construction de nombreux bâtiments résidentiels, surtout des maisons individuelles. Beaucoup d'entre elles sont richement dotées, montrant la prospérité de leurs habitants durant cette période. Ces maisons sont généralement à un seul étage, et entièrement tournées vers l'intérieur. Le plan typique est maintenant celui de la maison à nymphée (comme la maison d'Amour et Psyché), qui pouvait occuper à lui seul près de la moitié de la superficie de la maison.

#### Ouvrages sur les fouilles d'Ostie
- (it) Guido Calza, Giovanni Becatti, Italo Gismondi, Guglielmo De Angelis D'Ossat, Herbert Bloch, Scavi di Ostia I. Topografia generale, Rome 1954.
- (it) Giovanni Becatti, Scavi di Ostia II. I mitrei, Rome 1954.
- (it) Maria Floriani Squarciapino, Italo Gismondi, G Barbieri, Herbert Bloch, Raissa Calza, Scavi di Ostia III. Le Necropoli, parte I. Le tombe di età repubblicana e augustea, Rome 1958.
- (it) Giovanni Becatti, Scavi di Ostia IV. Mosaici e pavimenti marmorei, Rome 1961 (deux volumes).
- (it) Raissa Calza, Scavi di Ostia V. I ritratti, parte I. Ritratti greci e romani fino al 160 circa, Rome 1964.
- (it) Giovanni Becatti, Scavi di Ostia VI. Edificio con opus sectile fuori Porta Marina, Rome 1969.
- (it) Patrizio Pensabene, Scavi di Ostia VII. I capitelli, Rome 1973.
- (it) Anton Luigi Pietrogrande, Scavi di Ostia VIII. Le fulloniche, Rome 1976.
- (it) Raissa Calza, Scavi di Ostia IX. I ritratti. Ritratti romani dal 160 circa alla metà del III secolo d.C., Rome 1977.
- (it) Paola Baccini Leotardi, Scavi di Ostia X. Marmi di cava rinvenuti a Ostia e considerazioni sul commercio dei marmi in età romana, Rome 1979.
- (it) Pietro Cicerchia, Alfredo Marinucci, Scavi di Ostia XI. Le terme del Foro o di Gavio Massimo, Rome 1992.
- (it) Lidia Paroli (a cura di), Scavi di Ostia XII. La basilica cristiana di Pianabella, Rome 1999.
- (it) Carlo Pavolini, Scavi di Ostia XIII. La ceramica comune. Le forme in argilla depurata dell'Antiquarium, Rome 2000.
- (it) Stella Falzone, Scavi di Ostia XIV. Le pitture delle insule (180-250 d.C.), Rome 2004.

#### Ouvrages généraux
- Guido Calza, Ostie, le port de Rome, Paris, Société française des fouilles archéologiques, 1922.
- (it) Patrizio Pensabene, Ostiensium marmorum, decus et decor, studi architettonici, decorativi, archeometrici sulla città di Ostia, Rome, 2007.
- Mireille Cébeillac-Gervasoni, Maria Letizia Caldelli et Fausto Zevi, Épigraphie latine, Paris, Armand Colin, coll. « U Histoire », 2006, 333 p. (ISBN 2-200-21774-9)
- Raymond Chevallier, Ostie antique, ville et port, Les belles lettres, 1986, 290 p.
- Filippo Coarelli (trad. Roger Hanoune), Guide archéologique de Rome, Hachette, 1994 (1re éd. 1980), 346 p. (ISBN 2-01-235428-9)
- Julien Fourniol, Introduction. Le complexe portuaire d'Ostie. D'Ostie à Rome, les étapes de la "chaîne" du blé. Le stockage des grains et de l'huile à Ostie, thèse Sorbonne, Paris 1998, .
- François Jacques et John Scheid, Rome et l'intégration de l'Empire (44 av. J.-C. 260 apr. J.-C.). Tome 1, PUF, 1999, 480 p. (ISBN 978-2-13-044882-2)
- (en) Russell Meiggs, Roman Ostia, 1960, 2e éd., 1973.
- Jean Rougé, Recherche sur l'organisation du commerce maritime en Méditerranée sous l'Empire romain, 1966, Paris, 541 pages + 8 pages de planches
- Jeannine Siat, Promenades romaines VIII, le port d'Ostie, Lethielleux, 2004,  (ISBN 2283612284)
- Françoise Van Haeperen, Dieux et hommes à Ostie, port de Rome, CNRS Éditions, 2020.